# Відносини Україна — НАТО

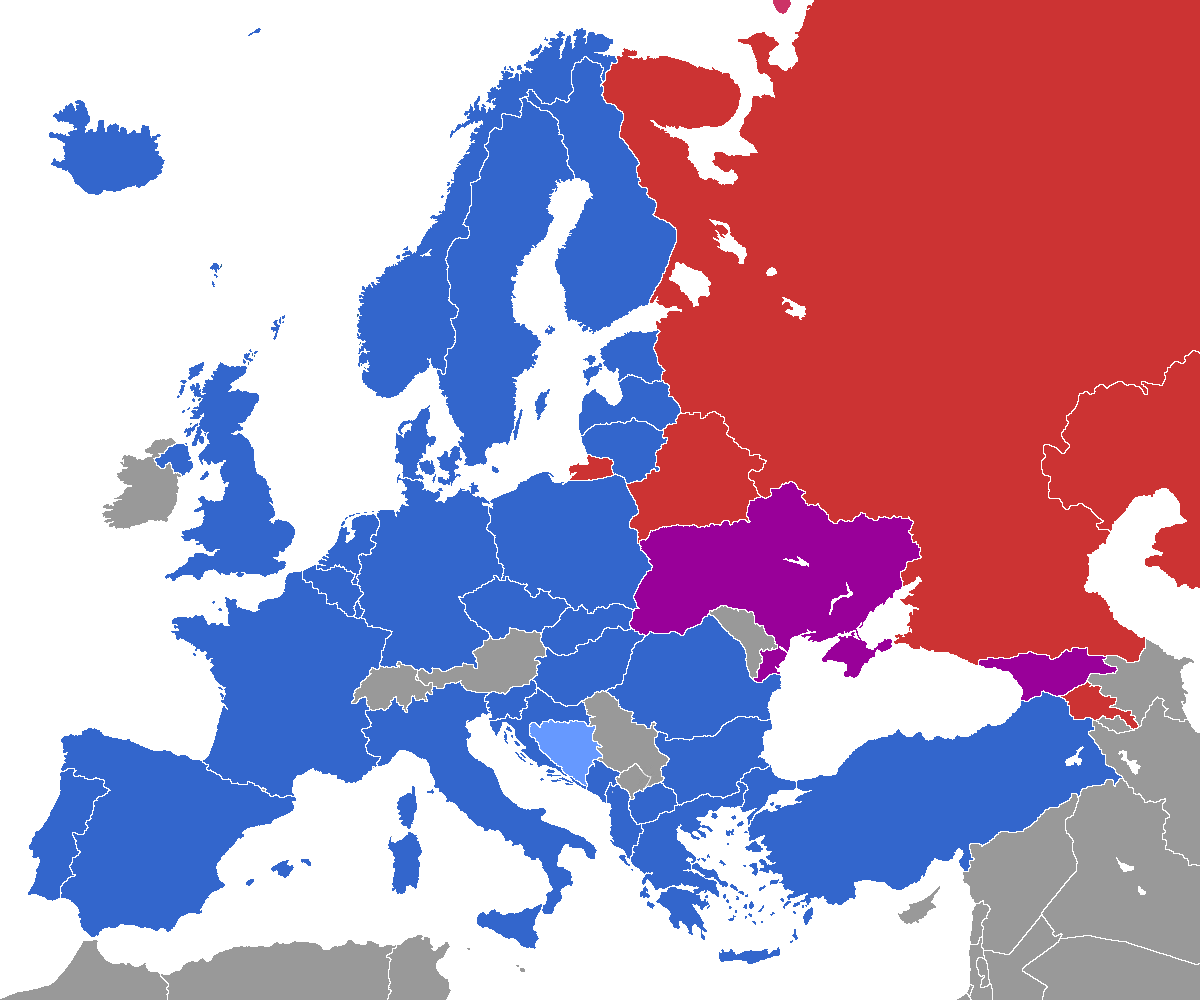
Країни-члени НАТО (синій), країни, що перебувають у процесі вступу до НАТО (блакитний), країни, що прагнуть членства в НАТО (фіолетовий) та очолювана Росією ОДКБ (червоний)

Відносини між Україною й Організацією Північноатлантичного договору (НАТО) почалися 1992 року. Україна подала заявку на отримання Плану дій щодо членства в НАТО (ПДЧ) у 2008 році. Плани щодо членства в НАТО були відкладені Україною після президентських виборів 2010 року, на яких президентом був обраний Віктор Янукович, який вважав за краще залишити країну поза блоком. На тлі Євромайдану та Революції гідности Янукович утік з України в лютому 2014 року. Тимчасовий уряд Яценюка, який прийшов до влади, спочатку заявив, посилаючись на позаблоковий статус країни, що не планує вступати в НАТО. Однак після військового вторгнення Росії в Україну та парламентських виборів у жовтні 2014 року новий уряд поставив вступ до НАТО пріоритетом. 21 лютого 2019 року до Конституції України було внесено зміни, норми щодо стратегічного курсу України на членство в Європейському Союзі та НАТО закріплені в преамбулі Основного Закону, трьох статтях та перехідних положеннях.
На Брюссельському саміті в червні 2021 року лідери НАТО підтвердили рішення, ухвалене на саміті в Бухаресті 2008 року, про те, що Грузія й Україна стануть членами Альянсу з Планом дій щодо членства (ПДЧ) як невід'ємною частиною процесу та правом України визначати своє майбутнє і зовнішню політику без стороннього втручання. Генеральний секретар НАТО Єнс Столтенберґ також заявив: «Росія не зможе накласти вето на вступ України до НАТО, оскільки ми не повернемося в еру сфер впливів, коли великі країни вирішують, що робити меншим».
Згідно зі соціологічним дослідженням, яке провів Український інститут майбутнього спільно з соціологічною компанією «Нью Імідж Маркетинг Груп» у січні 2022 року, 64 % українців підтримували вступ України до НАТО, а 17 % не підтримували, 13 % не мали однозначної думки з цього питання. На Заході України, в Києві та на Півдні України виявилося найбільше прихильників вступу до НАТО — 73 %, 71 % та 59 %. Найменш цю ідею підтримували на Сході — 47 %.
30 вересня 2022 року Україна подала заявку на пришвидшений вступ до НАТО на тлі анексії окупованих територій Росією.

## Історія

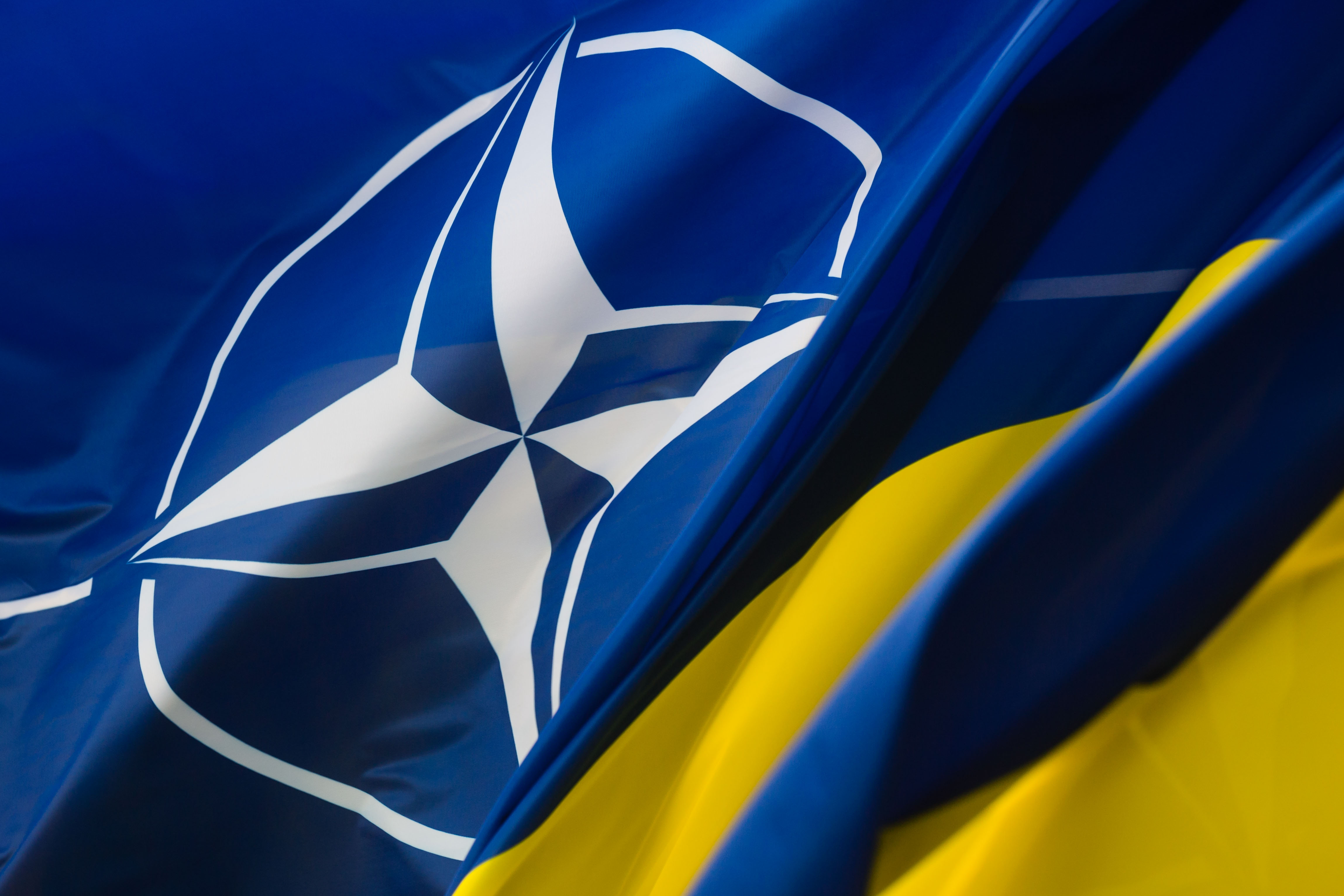
Прапор України та НАТО

### За президентства Леоніда Кравчука
Відносини України та НАТО були офіційно встановлені у 1992 році, коли Україна після відновлення незалежності приєдналася до Ради північноатлантичного співробітництва, пізніше перейменованої на Раду євроатлантичного партнерства. 22—23 лютого 1992 року відбувся візит генерального секретаря НАТО М. Вернера до Києва, який офіційно запросив Україну до участі в РПАС (членом цієї організації Україна стала 10 березня 1992 року), а 8 липня 1992 року Президент України Кравчук відвідав штаб-квартиру альянсу в Брюсселі. Важливою подією у розвитку відносин між Україною і НАТО стало відкриття у вересні 1992 року Амбасади України в Брюсселі, яке було сполучною ланкою в контактах між Україною та НАТО.
Через кілька років, у лютому 1994 року, Україна першою серед пострадянських держав уклала рамковий договір з НАТО в рамках ініціативи «Партнерство заради миру», підтримала ініціативу держав Центральної та Східної Європи щодо вступу до НАТО.

### За президентства Леоніда Кучми
Влітку 1995 року НАТО активізувалася, щоб допомогти пом'якшити наслідки катастрофи з питною водою у Харкові. Це була перша співпраця між НАТО та Україною.

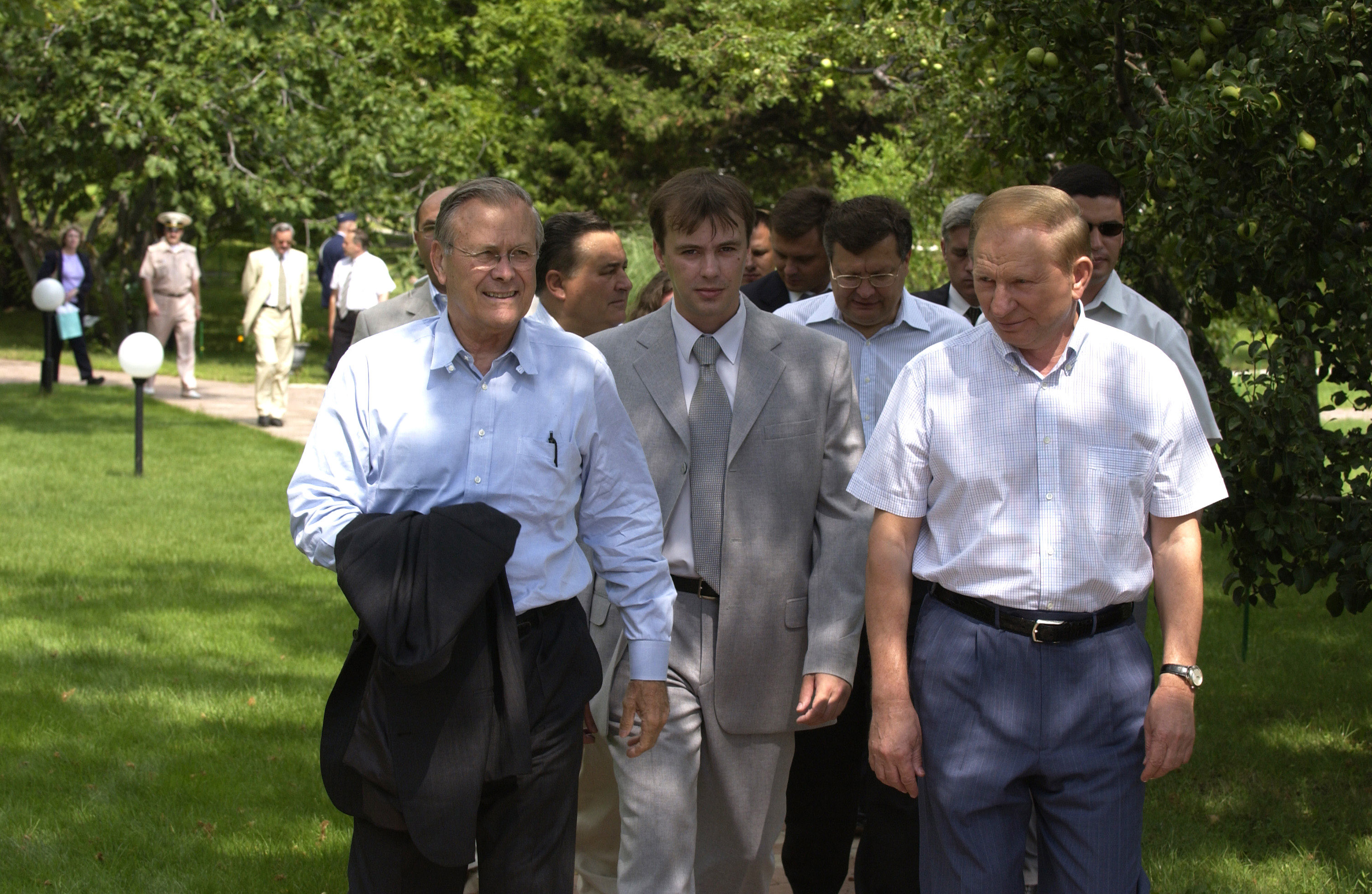
Міністр оборони США Дональд Рамсфельд і Президент України Леонід Кучма, Партеніт, АР Крим, 13 серпня 2004 року

1997 року взаємини України та НАТО перейшли на якісно новий рівень — на Мадридському саміті НАТО було підписано «Хартію про особливе партнерство НАТО та України». Сторони обмінялися офіційними представництвами: у Києві відкрився Центр інформації та документації НАТО, а у штаб-квартирі НАТО з'явилося українське представництво, де з 1998 року розпочав роботу спеціальний військовий представник України. У листопаді 1998 року президент Кучма підписав «Програму співпраці України з НАТО на період до 2001 року», а в розпал «Косовської кризи», у квітні 1999 року, у Києві відкрилася місія НАТО. Україна підтримала операцію НАТО на Балканах: 12 червня 1999 року за Угорщиною, Болгарією та Румунією Україна на кілька годин закрила свій повітряний простір для російських літаків, що летіли в Пріштіну, що зумовило вкрай хворобливу реакцію в Москві. У 2000 році вперше в історії НАТО щорічна зустріч головного політичного органу НАТО — Північноатлантичної ради — пройшла за межами країн — членів НАТО у Києві. За Кучми відбулися два саміти Україна — НАТО (1999 та 2002 рр.).
2000 року було підписано «Угоду про статус сил». У 2001 році було відкрито навчальний центр Міжнародного центру миротворчості та безпеки у Яворові.
28 травня 2002 року, напередодні початку «другої хвилі» розширення НАТО на Схід, Рада національної безпеки та оборони України під головуванням президента Леоніда Кучми прийняла Стратегію щодо НАТО, яка передбачала перегляд політики позаблоковості на користь початку процесу, кінцевою метою якого мало стати здобуття Україною повноцінного членства в НАТО.
9 липня 2002 року в рамках програми «Партнерство заради миру» Україна та НАТО підписали меморандум про підтримку операцій НАТО з боку України. Через рік Україна підтримала операцію США в Іраку, направивши до регіону свій «миротворчий контингент».
З прийняттям у листопаді 2002 року Плану дій НАТО-Україна взаємини ще більше зміцнилися, в рамках цього плану почали розроблятися щорічні Цільові плани Україна-НАТО.
6 квітня 2004 року Верховною Радою України було прийнято закон про вільний доступ сил НАТО на територію України.
15 червня 2004 року в другій редакції Військової доктрини України, затвердженої указом Леоніда Кучми, з'явилося положення щодо проведення Україною політики євроатлантичної інтеграції, кінцевою метою якої було визначено вступ до НАТО. Проте вже 15 липня 2004 року, за результатами засідання комісії Україна-НАТО, президент Кучма випустив указ, в якому йшлося про те, що вступ до НАТО більше не є метою країни — необхідне лише «істотне поглиблення відносин із НАТО та Євросоюзом як гарантами безпеки та стабільності у Європі».

### За президентства Віктора Ющенка

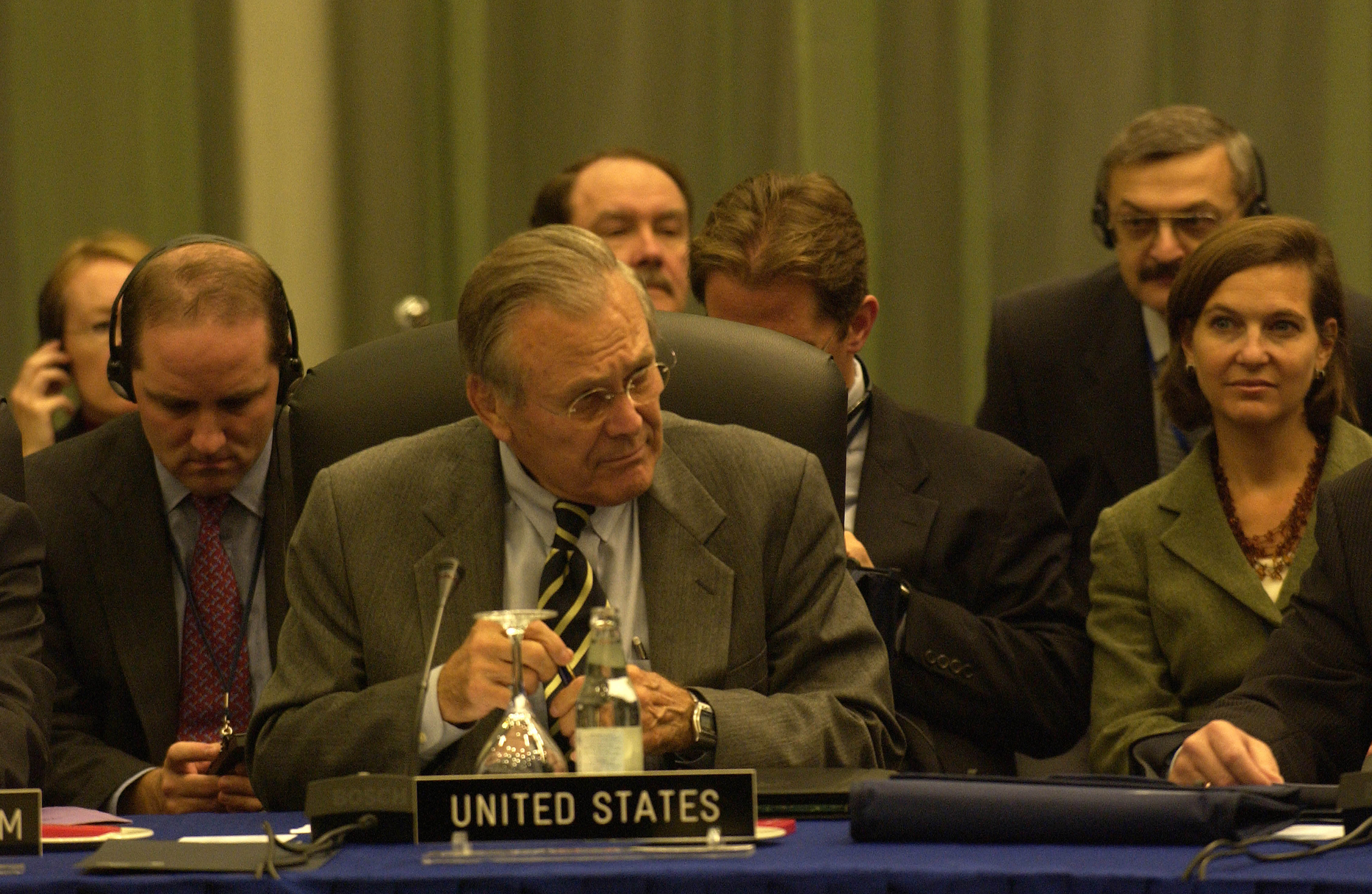
Міністр оборони Дональд Рамсфелд та Вікторія Нуланд на консультаціях НАТО та України у Вільнюсі, Литва, 24 жовтня 2005 р.

Після перемоги Помаранчевої революції у 2004 році та приходу до влади президента Віктора Ющенка співпраця з НАТО активізувалася.
21 квітня 2005 року у Вільнюсі в рамках неформальної зустрічі глав МЗС країн НАТО відбулося засідання комісії Україна-НАТО, яке відкрило новий етап у відносинах України з альянсом — «інтенсивний діалог», який мав стати першим кроком на шляху входження України до НАТО.
Під час першого офіційного візиту президента Віктора Ющенка до США президент Джордж Буш заявив: «Я є прихильником ідеї членства України в НАТО». У спільній офіційній заяві президентів України та США було сказано, що Вашингтон підтримує пропозицію щодо початку інтенсивного діалогу щодо приєднання України до Плану дій щодо членства в НАТО.
У квітні 2005 року Віктор Ющенко повернув у військову доктрину України згадку про стратегічну мету України — «повноправне членство в НАТО та Європейському союзі». Новий текст звучав так: «Зважаючи на те, що НАТО та ЄС є гарантами безпеки та стабільності в Європі, Україна готується до повноправного членства в цих організаціях». Як і в попередньому варіанті, завдання «глибокого реформування оборонної сфери держави відповідно до європейських стандартів» називалося «одним із найважливіших пріоритетів внутрішньої та зовнішньої політики».
20 січня 2006 року в Будапешті за підсумками зустрічі міністрів оборони східноєвропейських країн — членів НАТО — Угорщини, Чехії, Польщі та Словаччини (у якій брав участь міністр оборони України Анатолій Гриценко) — було оголошено, що ці держави готові підтримати вступ України до НАТО. Як було заявлено, необхідною умовою для цього має бути підтримка цього кроку українським суспільством та досягнення внутрішньої стабільності в Україні.
27 квітня 2006 року на зустрічі міністрів закордонних справ НАТО представник генерального секретаря НАТО Джеймс Аппатурай заявив, що всі члени альянсу підтримують якнайшвидшу інтеграцію України в НАТО. Росія зі свого боку висловила занепокоєння цим розвитком подій. Як заявив офіційний представник російського МЗС Михайло Каминін, «де-факто йтиметься про серйозне військово-політичне зрушення, що зачіпає інтереси Росії, яке вимагатиме значних коштів на відповідну переорієнтацію військових потенціалів, реорганізацію системи військово-промислових зв'язків. Можуть бути порушені домовленості у сфері контролю за озброєннями».
У серпні-вересні 2006 року після того, як на чергових парламентських виборах найбільшу кількість голосів отримала Партія регіонів та уряд очолив політичний суперник Віктора Ющенка Віктор Янукович, у зовнішній політиці України намітився поворот. До кінця 2006 року в уряді не лишилося жодного представника пропрезидентського блоку «Наша Україна». Зовнішньополітичні заяви Віктора Януковича суперечили курсу Ющенка.

#### Подання заявки України на приєднання до Плану дій щодо членства в НАТО
11 серпня 2006 року пресслужба нового українського уряду повідомила, що Україна відкладає ухвалення «плану дій щодо членства в НАТО». 14 вересня Віктор Янукович відвідав із робочим візитом Брюссель, де зробив програмну заяву про неготовність України до вступу до НАТО. Як він заявив, новий український уряд має намір «розширювати співпрацю з НАТО», не беручи на себе жодних зобов'язань у рамках реалізації так званого «Плану дій щодо членства в НАТО» (ПДЧ). Янукович аргументував це тим, що вступ до НАТО має підтримку лише в невеликій частині українського суспільства — лише 12-25 % населення, тому говорити про приєднання України до ПДЧ, а тим більше розмірковувати про перспективи вступу до альянсу передчасно. Водночас він наголосив на важливості подальшого поглиблення співпраці з альянсом. Верховна Рада України, в якій прихильники Віктора Януковича (Партія регіонів, СПУ та КПУ) мали більшість, прийняла ухвалу, в якій підтримала його позицію.
На початку 2008 року стався саботаж партії Регіонів, приводом для якого стала заява генсека НАТО про те, що організація отримала лист за підписами президента України, нового прем'єр-міністра Юлії Тимошенко та спікера парламенту Арсенія Яценюка з проханням приєднати Україну до «Плану дій щодо членства в НАТО». Саботаж проросійської партії паралізував роботу українського парламенту на 2 місяці. У березні 2008 року Арсеній Яценюк зумів досягти компромісу парламент відновив свою роботу.

#### Бухарестський саміт: 2008—2009
На саміті НАТО в Бухаресті в квітні 2008 року НАТО вирішило, що поки що не пропонуватиме членство Грузії та Україні; Проте генеральний секретар НАТО Яап де Гооп Схеффер заявив, що Грузія та Україна з часом стануть членами. Повідомляється, що опір зустріли з Франції та Німеччини.
У листопаді 2008 року канцлер Німеччини Анґела Меркель, прем'єр-міністр Юлія Тимошенко та колишній міністр оборони України Анатолій Гриценко сумнівалися, що Україна отримає членство в ПДЧ у грудні 2008 року. Наприкінці листопада в інтерв'ю Times of London Президент Ющенко заявив: «Україна зробила усе, що мала зробити. Ми віддані цьому темпу. Все інше — питання політичної волі тих союзників, які представляють НАТО». Хоча заступник помічника Генерального секретаря НАТО Аурелія Бушез і Генеральний секретар НАТО, Яап де Хооп Схеффер все ще підтримував пропозицію України щодо вступу в НАТО в той час, коли адміністрація Буша, здавалося, не домагалася членства Грузії та України в ПДЧ наприкінці листопада 2008 року. Президент Росії Дмитро Медведєв відповів що «розум переміг». 3 грудня 2008 року НАТО вирішило розробити щорічну національну програму надання допомоги Україні у здійсненні реформ, необхідних для вступу до альянсу, не посилаючись на ПДЧ.
На консультаціях Україна-НАТО на рівні міністрів оборони, що відбулися в штаб-квартирі НАТО в Брюсселі в листопаді 2009 року, Генеральний секретар НАТО Андерс Фоґ Расмуссен високо оцінив першу щорічну національну програму України, яка окреслила кроки, які вона має намір зробити для прискорення внутрішньої реформи та узгодження з євроатлантичними стандартами, як важливий крок на шляху України до членства в Альянсі.

### За президентства Віктора Януковича
З приходом до влади в Україні у 2010 році Віктора Януковича питання про вступ України до НАТО було заморожено. У квітні 2010 року Янукович підписав укази, якими ліквідував міжвідомчу комісію з питань підготовки України до вступу до НАТО та національний центр з питань євроатлантичної інтеграції, заявивши, однак, що відносини України з НАТО будуть збережені на рівні, досягнутом за президента Віктора Ющенка.
Станом на травень 2010 року НАТО та Україна продовжували співпрацювати в рамках Річної національної програми, включаючи спільні навчання. За словами України, продовження співпраці Україна-НАТО не виключає розвитку стратегічного партнерства з Росією.
27 травня 2010 року Янукович заявив, що розглядає відносини України з НАТО як партнерство, «І Україна не може жити без цього [партнерства], тому що Україна велика країна».
3 червня 2010 року український парламент ухвалив запропонований президентом законопроєкт, який виключає зі стратегії національної безпеки країни ціль «інтеграції в євроатлантичну безпеку та членство в НАТО». Закон виключав членство України до будь-якого військового блоку, але дозволяв співпрацю з такими альянсами, як НАТО. «Євроінтеграція» досі є частиною стратегії національної безпеки України.
24 червня 2010 р. Кабінет Міністрів України затвердив план дій щодо реалізації щорічної національної програми співробітництва з НАТО на 2010 р., який передбачав:
- залучення української авіації та транспортних матеріалів до перевезення вантажів та особового складу збройних сил держав-членів НАТО та партнерів НАТО, які беруть участь у миротворчих місіях та операціях під проводом НАТО;
- продовження участі України в миротворчій операції в Косово;
- можливе посилення миротворчих контингентів України в Афганістані та Іраку;
- участь України у низці міжнародних заходів, організованих НАТО;
- навчання українських військових у структурах членів НАТО.

Зняття з порядку денного питання вступу до НАТО було закріплено на рівні державного закону «Про основи внутрішньої та зовнішньої політики», прийнятого Верховною Радою України 1 липня 2010 року. Нове зовнішньополітичне позиціонування української влади в США та НАТО сприйняли вельми скептично, як відбиває зовнішньо- та внутрішньополітичну слабкість сучасної України, що стоїть перед необхідністю глибоких реформ, які можуть спричинити невдоволення широких верств населення. Держсекретар США Гілларі Клінтон під час візиту до Києва у липні 2010 року охарактеризувала новий зовнішньополітичний курс України як політику «стратегічного балансування». При цьому США визнали відмову України від вступу до НАТО тимчасовим явищем і виявили готовність підтримати зміну позиції України, якщо така станеться. Наміри НАТО продовжувати колишню лінію на залучення України отримали закріплення у Стратегічній концепції НАТО, ухваленій на саміті у Лісабоні у листопаді 2010 року.
22 лютого 2013 року Україна офіційно приєдналася до операції НАТО з протидії піратству «Океанський щит». Україна та НАТО продовжили проводити спільні семінари та спільні тактико-стратегічні навчання та операції під час президентства Януковича

### За президентства Петра Порошенка
Після зміни влади в Україні в 2014 році генсек НАТО Андерс Фоґ Расмуссен на зустрічі міністрів оборони альянсу в Брюсселі заявив, що НАТО залишається «щирим другом України» і активно підтримуватиме процес реформ. Відповідаючи на запитання журналіста щодо вступу України до НАТО, він зазначив, що Київ має «більш нагальні проблеми», ніж вступ до альянсу. При цьому генсек зазначив, що рішення саміту в Бухаресті (у квітні 2008 року) залишається чинним, і Україна одного разу зможе стати членом НАТО, якщо це рішення буде підтримане населенням країни.
23 грудня 2014 року Верховна Рада України скасувала позаблоковий статус України. У пояснювальній записці до законопроєкту вказувалося, що позаблоковий статус виявився неефективним з погляду захисту держави від зовнішнього тиску та агресії. У розділі про основні принципи зовнішньої політики закону «Про основи внутрішньої та зовнішньої політики» закріплено норму про поглиблення співпраці з НАТО «для досягнення критеріїв, необхідних для набуття членства в цій організації».
У квітні 2015 року уряд Канади вирішив направити в Україну майже 200 військовослужбовців для проведення військових навчань та підготовки військовослужбовців Збройних Сил України. Реалізація канадської програми з навчання українських військовослужбовців за стандартами НАТО тривала до 2017 року.
24 квітня 2015 року у Брюсселі Україна підписала з Агенцією НАТО зі зв'язку та інформації (NCI Agency) меморандум щодо реалізації трастового фонду з реформування системи управління та зв'язку Збройних Сил України. Меморандум сприятиме реалізації Цільового фонду НАТО-Україна на програму консультації, управління, контролю та зв'язку (С4). Того ж дня президент Петро Порошенко підписав указ «Про затвердження Річної національної програми співробітництва Україна — НАТО на 2015 рік», що передбачає розвиток Сил спеціальних операцій як міжвидового роду військ та нарощування бойового складу Збройних Сил України, для чого, зокрема, належить провести консультації з експертами НАТО щодо здійснення заходів трансформації та модернізації наявних сил і засобів.
27 квітня 2015 року у штаб-квартирі НАТО було підписано угоду між Кабінетом міністрів України та Альянсом про співробітництво у сфері підтримки, що створює правові рамки для практичного співробітництва України з НАТО в рамках спеціально створених Альянсом для української держави трастових фондів з реформування систем логістики і стандартизації Збройних Сил України та фізичної реабілітації (протезування) військовослужбовців, поранених в антитерористичній операції в Донецькій та Луганській областях.

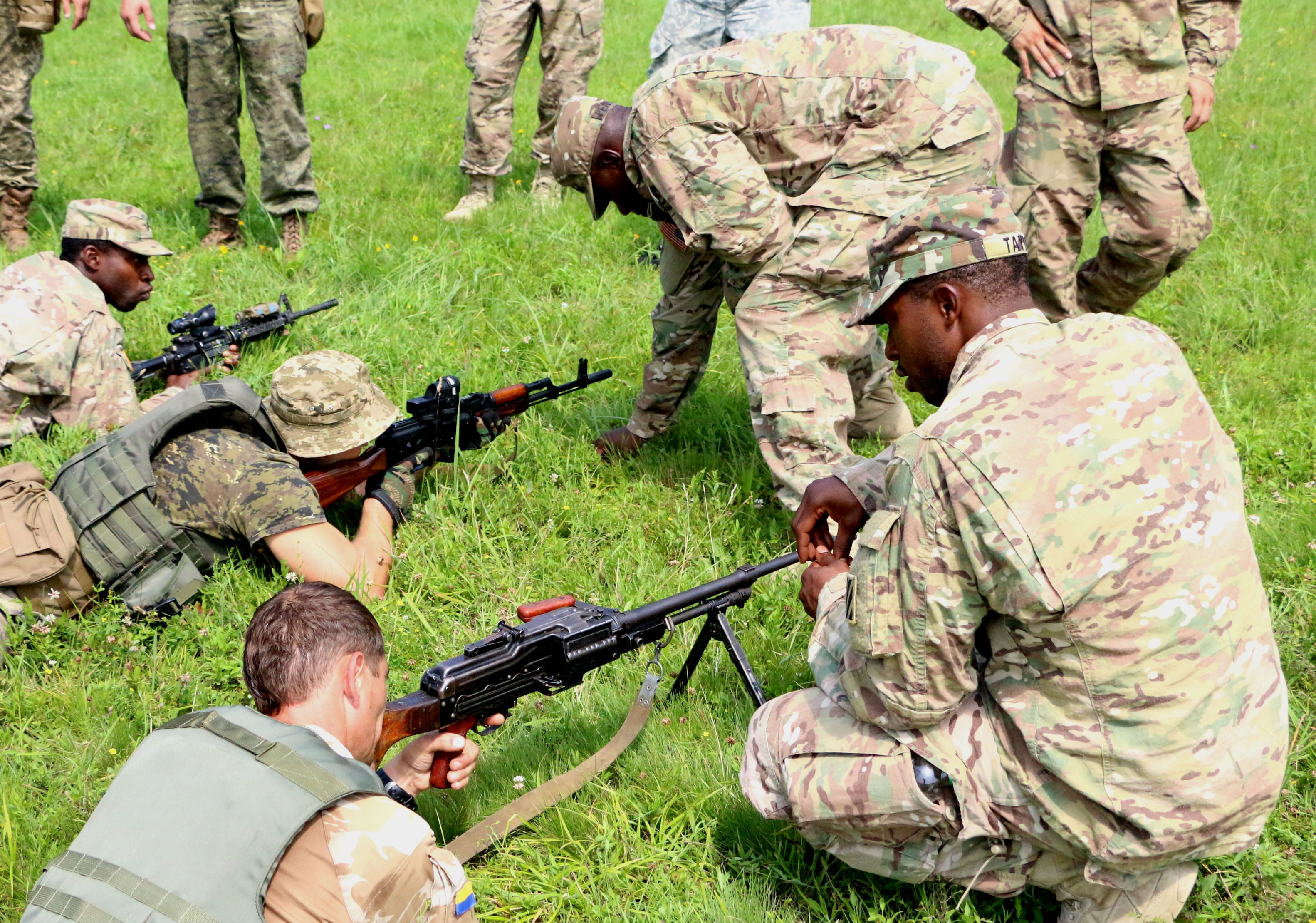
Солдати 6-ї ескадрильї, 8-го кавалерійського полку, бойової групи 2-ї піхотної бригади, 3-ї піхотної дивізії навчають українських солдатів на натисканні на спусковий механізм під час навчання, 2016

13 травня 2015 року під час засідання комісії Україна-НАТО в Туреччині, генсек об'єднання Єнс Столтенберґ заявив, що Альянсу не подобаються плани Росії щодо розміщення ядерної зброї в анексованому Криму. Однак командувач силами НАТО в Європі генерал Філіп Брідлав додав, що немає прямих доказів розгортання ядерної зброї Росією. Секретар РНБО Олександр Турчинов сказав, що не виключає розміщення в Україні систем протиракетної оборони (ПРО). Він зауважив, що зусиль лише України в протидії агресору, який погрожує світу потужним ядерним потенціалом, недостатньо. Після цього заступник речника Державного департаменту США Марі Гарф на брифінгу у Вашингтоні заявила, що США та НАТО не планують розміщувати системи ПРО в Україні. Президент України Петро Порошенко заявив, що Київ не звертався до західних партнерів із пропозицією розмістити на своїй території системи протиракетної оборони і це питання не стоїть на порядку денному.
18 травня 2015 року у Будапешті Парламентська асамблея НАТО у декларації весняної сесії визнала зміну політики України щодо відновлення її євроатлантичного курсу.
25 травня 2015 року міністр закордонних справ України Павло Клімкін сказав, що у НАТО поки немає консенсусу щодо членства України. Того ж дня генсек НАТО Єнс Столтенберґ заявив у інтерв'ю телеканалу «Дождь», що НАТО не може приймати рішення про постачання озброєнь Україні, адже це знаходиться в компетенції урядів членів альянсу. Водночас він зазначив, що НАТО надає політичну підтримку і допомагає реформувати армію України. Столтенберґ також назвав «неприйнятним, що країна, така як Росія, анексує частину України і продовжує дестабілізувати схід України».
26 травня 2015 року президент Петро Порошенко увів у дію нову Стратегію національної безпеки, одним із головних завдань якої є формування умов для вступу в НАТО.
27 травня 2015 року Олександр Турчинов запропонував країнам-членам НАТО поновити роботу над спільним проєктом літака Ан-70. У 2000 році модифікована під вимоги НАТО версія Ан-70 — Ан7Х розглядалася як базовий новий європейський середній транспортний літак, проте перевага була віддана А400М.

28 травня 2015 року прем'єр-міністр України Арсеній Яценюк під час 8-го Київського безпекового форуму заявив, що Україні зарано подавати заявку на вступ в НАТО, оскільки на цьому етапі не всі країни-члени готові її підтримати. Він наголосив на тому, що треба зосередитись на підтримці трастових фондів Альянсу і використовувати їх в повній мірі. Днем раніше, помічник заступника генерального секретаря НАТО Джеймс Шеа під час дискусії «Україна-НАТО: партнерство заради єдиної та вільної Європи» сказав, що Україна ще не готова до вступу.
| «5 червня у Києві відбулася робоча нарада під керівництвом заступника Міністра оборони України Юрія Гусєва щодо впровадження у вітчизняному оборонному відомстві стандартів НАТО. За результатами заходу, в якому взяли участь представники структурних підрозділів Міністерства оборони України та Генерального штабу Збройних Сил України, було затверджено два військових стандарти Міністерства оборони України на основі стандартів НАТО — STANAG 2920, STANAG 4926[58] |.

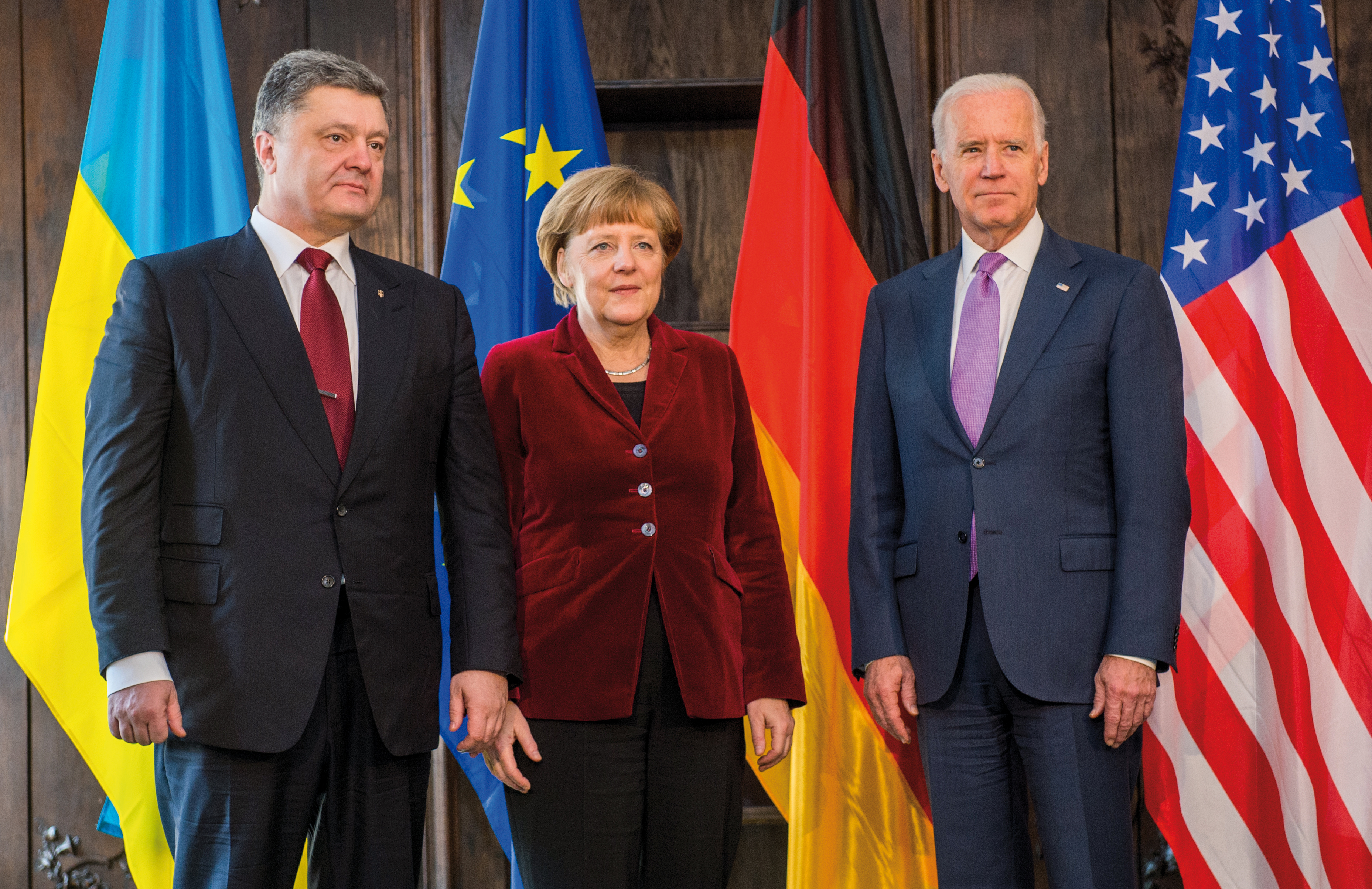
Петро Порошенко з канцлером Німеччини Ангелою Меркель та віце-президентом США Джо Байденом, лютий 2015 року

6 червня 2015 року під час розширеного засідання Колегії Міністерства оборони України під головуванням Міністра генерал-полковника Степана Полторака було ухвалене рішення про створення спеціальної групи з розробки Концепції створення в ЗСУ Сил спеціальних операцій за стандартами НАТО.
17 червня 2015 року Верховна Рада України ратифікувала підписану ще у 2013 угоду з НАТО. Вона дозволяє за рахунок міжнародної технічної допомоги країн-членів НАТО перезахоронити радіоактивні відходи (РАВ), що утворилися внаслідок виконання військових програм колишнього СРСР в Україні. Перший етап реалізації угоди стосується об'єкту Держприкордонслужби «Вакуленчук» у Житомирській області, на його реалізацію виділяється 508 тисяч євро.
20 червня 2015 року сенатор Джон Маккейн, який очолював на той час комітет американського сенату по збройних силах, під час дискусії на безпековій конференції GLOBSEC у Словаччині, назвав помилкою НАТО те, що альянс зупинив шлях України до членства в 2008 році.
У кінці червня 2015 року президент України Петро Порошенко повідомив в інтерв'ю італійському виданню Corriere della Sera, що про вступ України в НАТО можна буде говорити не раніше, ніж через 6-7 років, а також після проведення референдуму.
1 липня 2015 року Верховна Рада України ратифікувала меморандум про співпрацю з НАТО та угоду щодо підтримки та постачання.
14 липня 2015 року в Одесі розпочався візит оціночно-дорадчої групи НАТО до Військово-Морських Сил України в рамках розробки пілотного проєкту з відновлення спроможностей українських ВМС. Під час візиту делегація НАТО провела низку переговорів з представниками української армії та відвідали фрегат «Гетьман Сагайдачний». 15 захід продовжився у Миколаєві. Наразі, згідно з повідомленням, цей проєкт проходить погодження у Генштабі та Міноборони.
17 липня 2015 року державному підприємству «410 заводу Цивільної авіації», що входить до складу Державного концерну «Укроборонпром», вручили сертифікат на здійснення ремонту авіаційної техніки у відповідності до стандартів НАТО.
31 серпня 2015 року Кабмін України повідомив про запровадження 68 зі 102 стандартів НАТО. Крім того, в Кабміні зазначили, що цього року за стандартами НАТО провели 637 навчань.
1 вересня 2015 року начальник управління комунікацій та преси Міноборони Оксана Гаврилюк заявила, що українська армія перейшла на аптечки за стандартами НАТО. Окрім того, вона розповіла, що розроблено стандарти підготовки військовослужбовців з тактичної медицини і підготовки санітарних інструкторів.
2 вересня 2015 року стало відомо, що Україна відновлює участь у програмі НАТО «Процес планування та оцінки сил». Головний акцент робитиметься на заходах із посилення взаємосумісності між збройними силами України і НАТО.
Також з 1 до 12 вересня 2015 року проходили багатонаціональні військово-морські навчання Sea Breeze («Сі Бриз») в Одеській і Миколаївській областях, а також у північно-західній частині Чорного моря. В «Сі Бриз — 2015» брали участь до 2,5 тис. військовослужбовців. З них від України — до 1 тис. осіб, до дев'яти кораблів, 8 вертольотів і літаків, до 50 одиниць колісної техніки; від США — до 1 тис. військовослужбовців, до п'яти кораблів, до двох підводних човнів, до 40 одиниць колісної техніки, також ще брали участь до 500 військових з країн НАТО або програми «Партнерство заради миру». Прем'єр-міністр України Арсеній Яценюк на відкритті навчань заявив, що метою України є членство в НАТО, оскільки це дозволить українським Збройним силам приєднатися до потужної системи колективної безпеки.

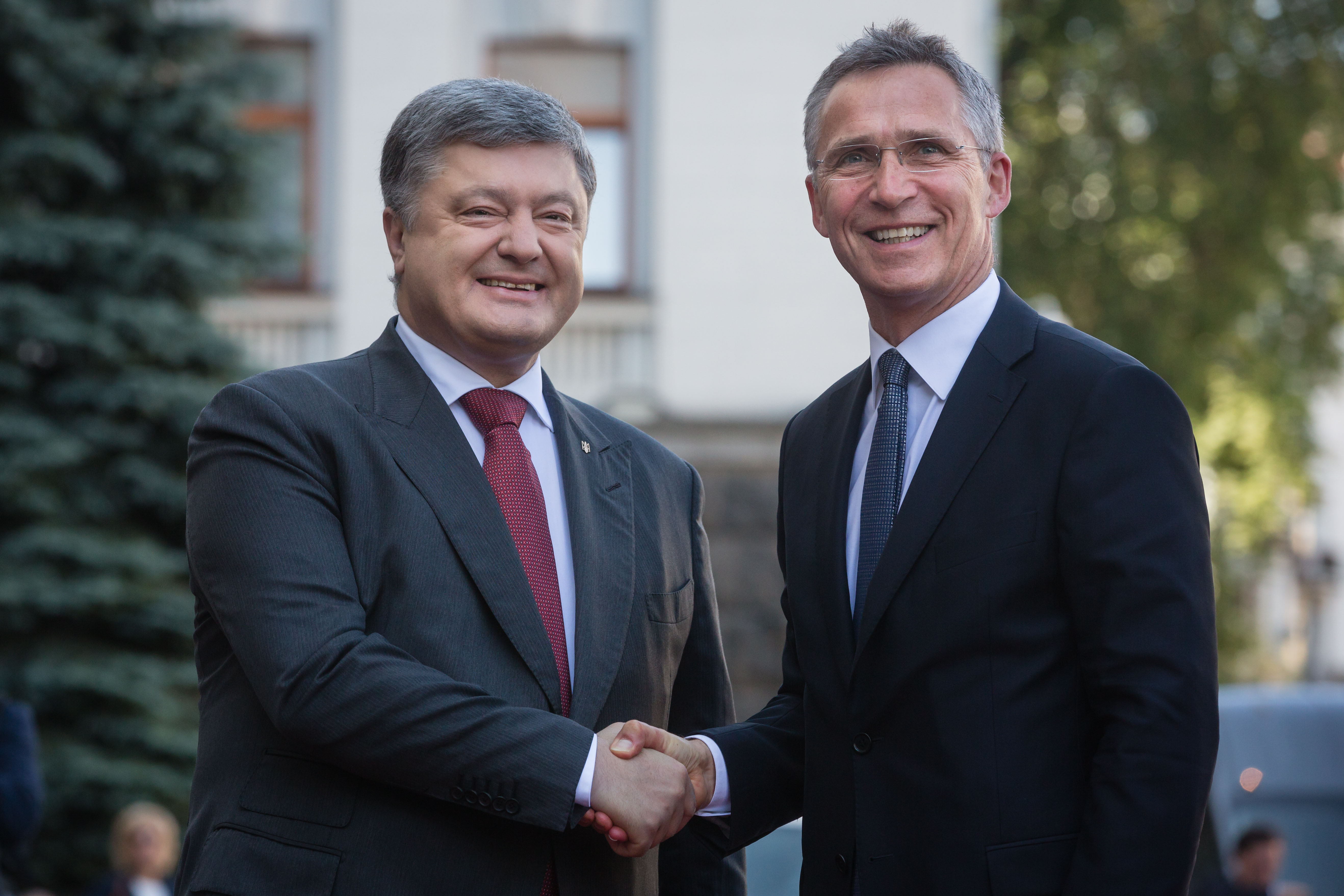
Генеральний секретар НАТО Єнс Столтенберґ та Порошенко, 10 липня 2017

21-25 вересня 2015 року відбулись спільні навчання ДСНС України і НАТО в рамках виконання річної національної програми з співробітництва Україна — НАТО на 2015 рік. Під час практичних занять вдосконалювались навички запобігання та ліквідації наслідків надзвичайних ситуацій.
Згідно з новою редакцією Військової доктрини України, оприлюдненою 24 вересня 2015 року на офіційному сайті президента України, Україна вважає пріоритетним завданням поглиблення співпраці з НАТО та досягнення до 2020 року повної сумісності ЗСУ з арміями країн — членів НАТО. Відмовляючись від позаблокового статусу Україна має намір змінити підходи до забезпечення національної безпеки, приділяючи пріоритет «участі в удосконаленні та розвитку євроатлантичної та європейської систем колективної безпеки». «Для цього Україна інтегруватиметься до європейського політичного, економічного, правового простору з метою набуття членства в ЄС, а також поглиблюватиме співпрацю з НАТО для досягнення критеріїв, необхідних для членства в цій організації», — йдеться у документі.
У січні 2017 року, через боязнь блоку перед РФ, були значно сповільнено переговори про застосування ПРО на захист території України. Натомість запропонували лояльне ставлення українського уряду у разі коли на території країни відбуватимуться падіння уламків ракет або, в разі промаху, перехоплювач завдасть удару по території України.
10 липня 2017 року до Києва прибув Генеральний секретар НАТО Єнс Столтенберґ. В рамках його візиту відбулося урочисте засідання Верховної Ради України, на якому й виступив генсек. За участю Президента України також відбулося урочисте засідання Комісії Україна-НАТО. Було урочисто відкрито нове приміщення Представництва НАТО в Україні.
10 березня 2018 року НАТО визнало за Україною статус країни-аспіранта на шляху до приєднання до альянсу. 20 вересня 2018 року український парламент затвердив поправки до конституцій, які закріпили євроатлантичний і європейський курс України.

### За президентства Володимира Зеленського

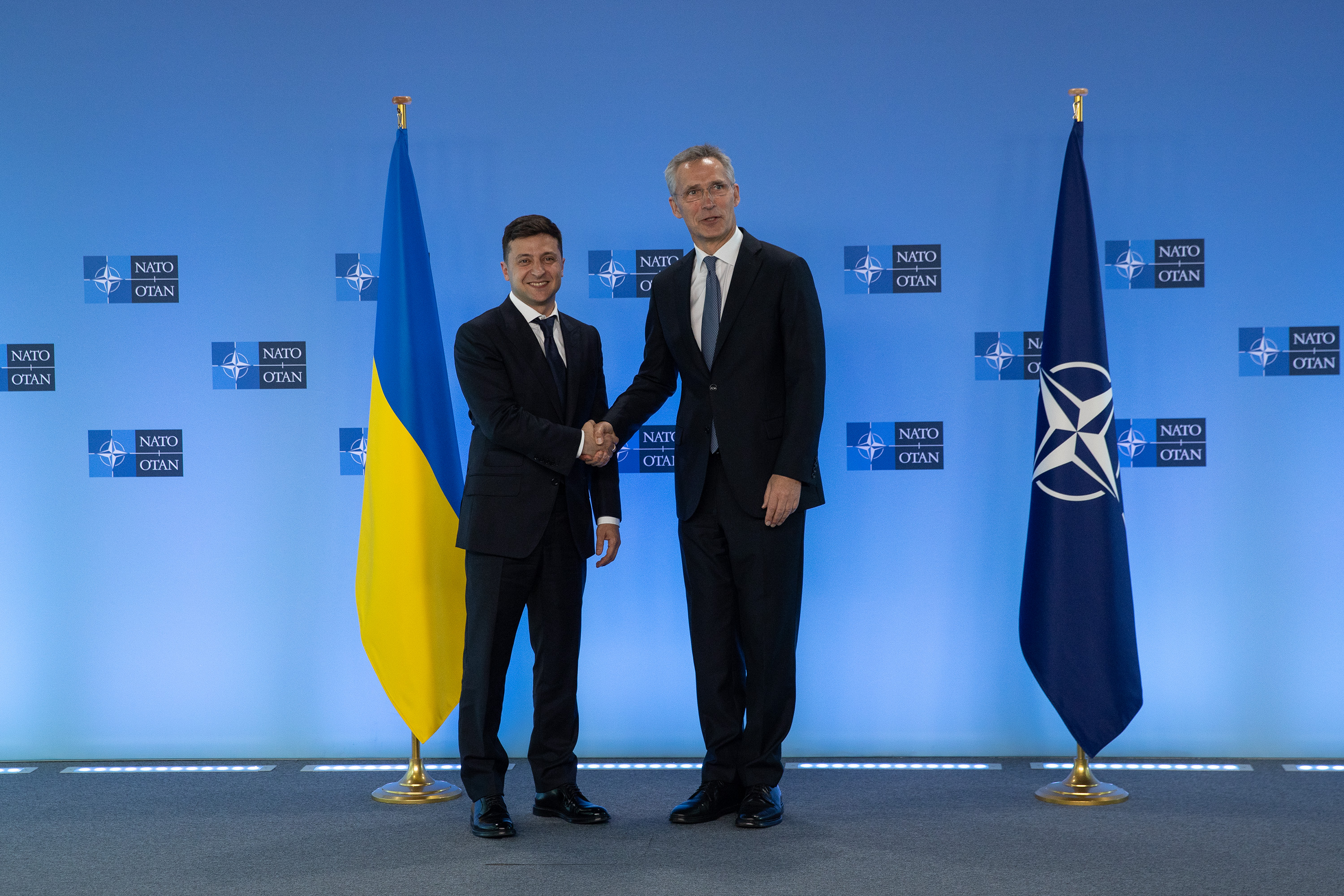
Президент України Володимир Зеленський з генеральним секретарем НАТО Столтенберґом у червні 2019 року

12 червня 2020 року, Україна стала членом Програми розширених можливостей НАТО. 8 жовтня 2020 року під час зустрічі з прем'єр-міністром Борисом Джонсоном у Лондоні президент Володимир Зеленський заявив, що Україні потрібен План дій щодо членства в НАТО, оскільки членство в НАТО сприятиме безпеці та обороні України. У кінці листопада 2020 року стало відомо, що Саміт НАТО в 2021 році розгляне питання повернення до «політики відкритих дверей», в тому числі, питання надання Грузії Плану дій щодо членства (ПДЧ).
1 грудня 2020 року, Міністр оборони України Андрій Таран заявив, що Україна чітко окреслює свої амбіції отримати План дій щодо членства в НАТО і сподівається на всебічну політико-військову підтримку щодо прийняття такого рішення на наступному Саміті Альянсу у 2021 році. Звертаючись до послів та військових аташе держав-членів НАТО, а також представників офісу НАТО в Україні було закликано проінформувати їхні столиці, що Україна сподіватиметься на їхню всебічну політико-військову підтримку щодо прийняття такого рішення на наступному Саміті НАТО у 2021 році. Це повинно стати практичним кроком та демонстрацією відданості рішенням Бухарестського саміту 2008 року.
9 лютого 2021 року, прем'єр-міністр України Денис Шмигаль заявив, що розраховує, що Україна зможе отримати план дій щодо членства у НАТО одночасно з Грузією. У відповідь, генеральний секретар Альянсу Єнс Столтенберг під час візиту прем'єра Шмигаля до Брюсселя підтвердив, що Україна є кандидатом на вступ до членства в НАТО.
7 квітня 2021 року, після початку нарощування російських військ біля українського кордону, очільник литовського Міністерства закордонних справ Ґабріелюс Ландсберґіс на пресконференції з іспанською колегою Аранчою Гонсалес Лая заявив, що Литва має намір запропонувати своїм союзникам із НАТО надати Україні план дій щодо членства (ПДЧ):
|  | Найближчим часом ми повинні знову звернутися до колег з листом, щоб розглянути можливість надання ПДЧ Україні. Я переконаний, і ми вже почали обговорювати це питання з нашими колегами з країн Балтії, що НАТО могло б повторити свою пропозицію про надання Україні плану членства. Цей крок стане "сильним сигналом для Росії", зокрема про те, що трансатлантичний напрямок, який обрала для себе Україна, цінується і має підтримку в країнах НАТО. – підкреслив Ландсберґіс. |

Зі свого боку міністр закордонних справ Іспанії, попри те, що Україна не член Альянсу, заявила, що відносини союзників із нею вже «плідні, корисні і є символом бачення мирного сусідства НАТО». Вона також додала, що питання України необхідно обговорити на саміті Північноатлантичного альянсу, який заплановано на червень цього року.
Слідом за своїм литовським колегою, міністр закордонних справ Латвії Едґар Рінкевичс також заявив, що НАТО слід надати Україні план дій щодо членства:.
|  | Ми уважно спостерігаємо, як Росія стягує війська до кордонів України. Наразі достеменно не зрозуміло, що це: демонстрація сили чи реальна агресія. Але є всі підстави для занепокоєння... Україна вже протягом 15 років намагається приєднатися до НАТО шляхом отримання Плану Дій для Членства. Мабуть, вже таки час надати цей План Україні. Це буде як мінімум сигналом від нас (тобто НАТО), що українці не залишаться без підтримки. Я однозначно підтримаю таке рішення... |

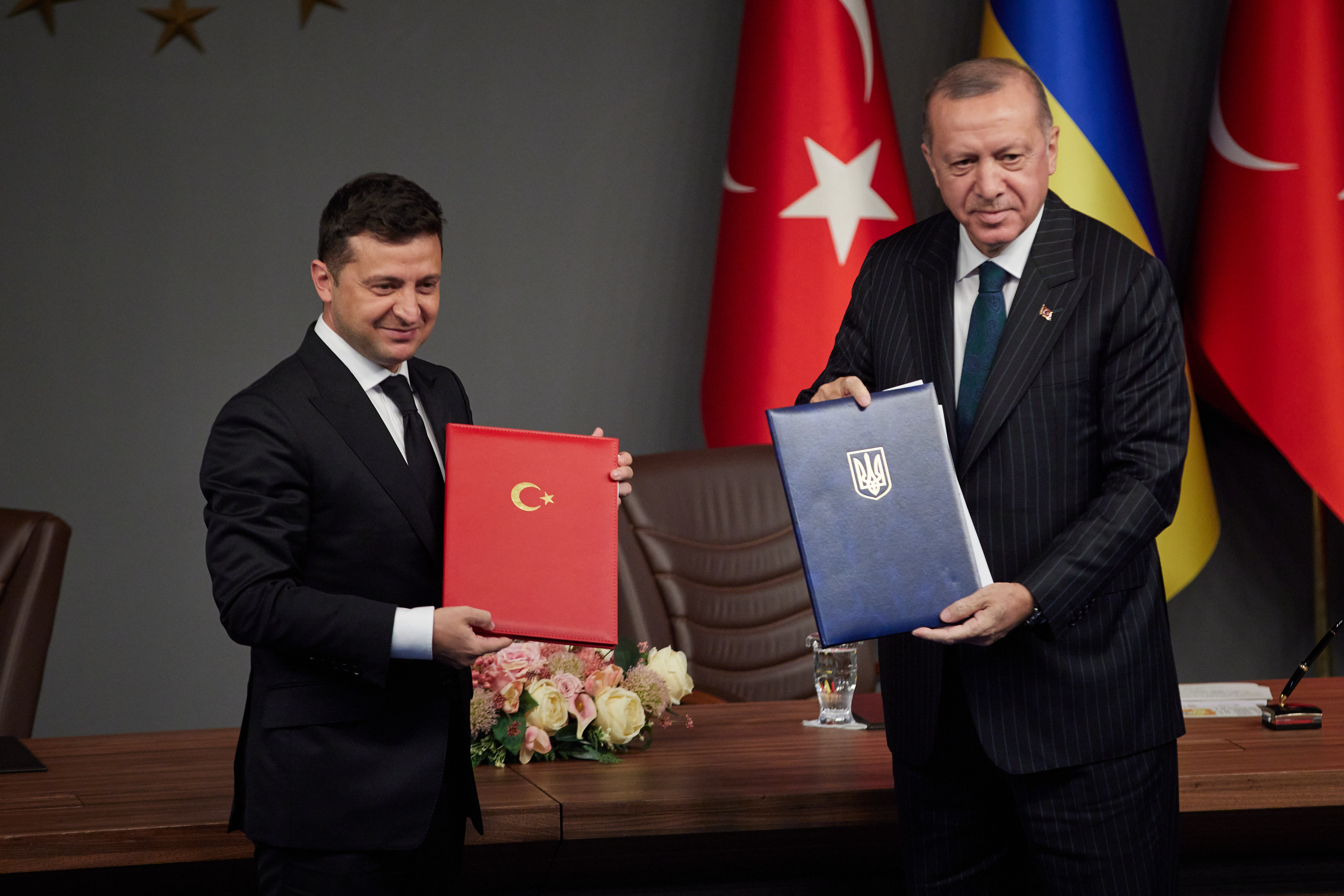
Зеленський та президент Туреччини Реджеп Таїп Ердоган

10 квітня 2021 року, міністр оборони України Андрій Таран заявив, що першочерговим пріоритетом українського політичного керівництва є отримання Плану дії щодо членства (ПДЧ) в Північноатлантичному альянсі вже в 2021 році. На думку очільника українського міністерства оборони, найбільш переконливим і дієвим механізмом донесення до Москви позиції міжнародної спільноти є «прискорення виконання рішення Бухарестського саміту НАТО 2008 року щодо нашого членства в Альянсі». Також отримання ПДЧ для України підтримав президент Туреччини Реджеп Таїп Ердоган у спільній декларації Дев'ятого засідання Стратегічної ради високого рівня між Україною та Турецькою Республікою.
Американський сенатор-демократ Кріс Мерфі на брифінгу у Києві за підсумками зустрічі з президентом України Володимиром Зеленським у травні 2021 року заявив, що надання Україні ПДЧ буде наступним логічним кроком щодо членства в НАТО. Він наголосив, що Україна вже зробила декілька реформ, необхідних для того, щоб стати членом НАТО, а також здійснюватиме додаткові реформи. Також він зазначив, якби Україна і Грузія отримали ПДЧ у 2008 році конфлікту із Росією узагалі не було б:.
|  | Я розумію стурбованість НАТО перспективою інтегруватися з країною, де є конфлікт, що триває. Але, відверто кажучи, якби Україна та Грузія отримали ПДЧ у 2008 році, не думаю, що конфлікт узагалі був би. |

Президент Зеленський назвав потенційною загрозою, яка може посилити позиції РФ у Європі, ненадання Україні термінів щодо отримання плану дій щодо членства в НАТО.
На саміті в Брюсселі в червні 2021 року лідери НАТО підтвердили рішення, ухвалене на Бухарестському саміті 2008 року, про те, що Україна стане членом Альянсу з Планом дій щодо членства (ПДЧ) як невід'ємною частиною процесу та правом України самостійно визначати своє майбутнє та зовнішню політику без втручання ззовні. Генеральний секретар НАТО Єнс Столтенберґ також підкреслив, що Росія не зможе накласти вето на вступ України до НАТО:
|  | Кожна країна обирає свій шлях, і це стосується також вступу до НАТО. Це питання до України та до 30 членів НАТО вирішувати, чи вона прагне бути членом Альянсу. Росія не має слова у питання того, чи бути України членом Альянсу. Вони не можуть ветувати, що робити її сусідам. Ми не повернемося в епоху сфер інтересів, коли великі країни вирішують, що робити меншим. |

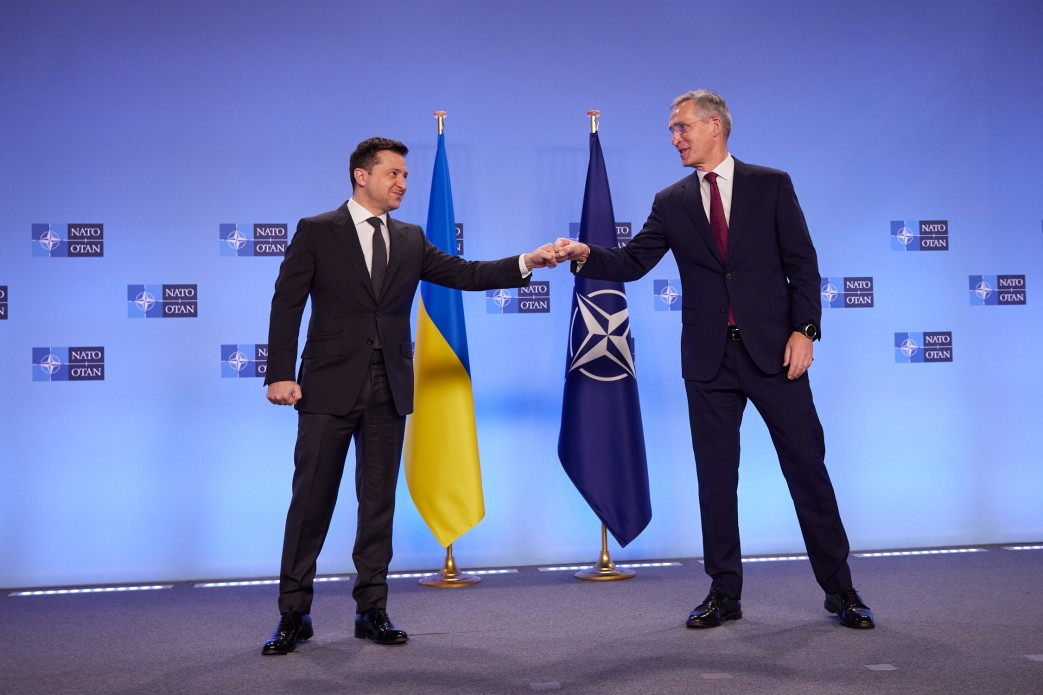
Президент України Володимир Зеленський і генеральний секретар НАТО Єнс Столтенберґ. Брюссель, 16 грудня 2021 року

11 січня 2022 року стало відомо, що група республіканських конгресменів має намір внести законопроєкт, який оголошує Україну країною «НАТО-плюс» та ініціює перевірку доцільності оголошення Росії державою-спонсором тероризму. Автори законопроєкту стверджують, що визнання за Україною статусу «країни НАТО+» дозволить швидко приймати рішення щодо надання та продажу американських оборонних товарів та послуг Україні. Зокрема, за словами співавтора законопроєкту Майка Роджерса, ця норма стосується надання протикорабельних та протиповітряних засобів оборони. Крім того, цим законопроєктом пропонують створити механізм швидкого запровадження санкцій проти «Північного потоку-2» у разі повномасштабного вторгнення Росії до України. Автори законопроєкту переконані, що у такий спосіб назавжди заблокують його введення в експлуатацію. Також, у разі прийняття США зобов'язані розглянути та проголосувати питання, чи надати Росії статус «країни-спонсора міжнародного тероризму».
14 січня 2022 року, голова Офісу Президента України Андрій Єрмак заявив, що українська влада сподівається почути конкретні умови вступу до Північноатлантичного альянсу.
17 січня 2022 року, російські війська приєдналися до своїх білоруських колег для навчань, спрямованих на «зрив зовнішньої агресії». Навчання почалися 10 лютого.
У документах від 25 січня 2022 року була підготовлена відповідь НАТО, яка «рішуче виключила основну вимогу Москви проти подальшого розширення НАТО». Росія домагалася припинення «давньої політики відкритих дверей для нових країн-членів» НАТО і виведення військ і техніки зі Східної Європи. Дмитро Пєсков зазначив, що «перш ніж буде якесь розуміння, як ми будемо далі, нам потрібно отримати текст».
27 січня 2022 року, НАТО подала до Росії пропозицію щодо безпеки останньої, «що відхиляє центральні вимоги Москви».
28 січня 2022 року, Путін заявив, що Захід проігнорував «фундаментальні занепокоєння Росії» щодо розширення НАТО і заявив, що НАТО має «системи ударної зброї поблизу кордонів Росії».
31 січня 2022 року, на напруженому засіданні Ради Безпеки ООН Washington Post повідомила, що «Росія вимагала від Заходу зобов'язань виключити Україну зі своєї парасольки безпеки та вивести сили та обладнання НАТО зі Східної Європи та країн Балтії». Послу США Лінді Томас-Грінфілд посол РФ Василь Небензя «погрожував вжити військових дій, якщо її [РФ — ред.] вимоги не будуть виконані», спростував будь-які плани вторгнення і заявив, що Росія має право розміщувати війська будь-де на своїй території. Він заявив: «Жоден російський політик, жоден громадський діяч, жодна людина не сказав, що ми плануємо атакувати Україну». Того ж дня міністр закордонних справ Росії Сергій Лавров заявив: «Головне питання — наше чітке повідомлення про те, що ми вважаємо неприйнятним подальше розширення НАТО на Схід і розміщення зброї, яке може загрожувати Російській Федерації». Столтенберг сказав, що «Росія раніше використовувала військові навчання як маскування, як прикриття… військове нарощування, навчання, загрозлива риторика і послужний список… все це разом, звичайно, робить це серйозною загрозою».
16 лютого 2022 року, Генеральний секретар Столтенберг доручив командувачам НАТО опрацювати деталі розгортання бойової групи на південно-східному фланзі Альянсу, оскільки ще не було ознак російської деескалації.
19 лютого 2022 року, на Мюнхенській конференції з безпеки Столтенберг зауважив, що, незважаючи на «потужні дипломатичні зусилля НАТО знайти політичне рішення [війни] досі ми не бачили ознак виходу чи деескалації. Навпаки, Росія нарощування триває». Він сказав, що «ми внесли письмові пропозиції адміністрації Путіна щодо зниження ризиків і підвищення прозорості військової діяльності, боротьби з космічними та кіберзагрозами, а також щодо контролю над озброєннями, у тому числі щодо ядерної зброї та ракет… [Путін] намагається згорнути. І відтворити сфери впливу. [Він] хоче обмежити право НАТО на колективну оборону… і вимагає, щоб ми вивели всі наші сили та інфраструктуру з країн, які приєдналися до НАТО після падіння Берлінської стіни. … хоче позбавити суверенних країн права вибирати свій власний шлях. І свої власні заходи щодо безпеки. Для України, але також і для інших країн, таких як Фінляндія та Швеція. І вперше ми бачимо, як Пекін приєднається до Москви в закликаючи НАТО припинити приймати нових членів. Це спроба контролювати долю вільних націй. Переписати міжнародні правила. І нав'язати власні авторитарні моделі управління». На помості з ним була Урсула фон дер Ляйєн. Разом вони дали інтерв'ю свідкам.
20 лютого 2022 року, Франція та Німеччина закликали своїх громадян покинути Україну.

#### Російське вторгнення в Україну
На тлі зростання напруженості між Росією та Україною на початку 2022 року Рада Федерації Росії визнала ЛНР та ДНР 22 лютого 2022 року, після того, як 16 лютого Держдума закликала Путіна визнати відокремлені території, депутати прийняли подання 351 до 16 21 лютого Путін підписав укази про визнання двох самопроголошених утворень на тимчасово окупованих територіях Донецької та Луганської областей України.
21 лютого 2022 року, Зеленський звинуватив Путіна у «зриві мирних переговорів і виключив будь-які територіальні поступки». Того ж дня Столтенберґ порадив Росії «найрішучішим чином вибрати шлях дипломатії і негайно скасувати своє масове військове нарощування в Україні та навколо неї».
Також, 22 лютого 2022 року, президент Росії Путін заявив, що Мінських угод «більше не існує», і що в їх розпаді винна Україна, а не Росія. Столтенберґ засудив заяву Путіна: «Це ще більше підриває суверенітет і територіальну цілісність України, підриває зусилля щодо врегулювання конфлікту та порушує Мінські угоди, стороною яких є Росія».
24 лютого 2022 року Росія почала повномасштабне вторгнення до України.
1 березня 2022 року Столтенберґ переконав президента Польщі відмовитися від відправки будь-яких винищувачів в Україну через ризик залучення російських атак на її територію, що, ймовірно, змусить НАТО посилатися на статтю 5 своєї конституції.
4 березня 2022 року після екстреної зустрічі міністрів закордонних справ у Брюсселі Столтенберг відхилив прохання Зеленського про введення забороненої для польотів зони над країною, заявивши, що це може призвести до повноцінної війни між Альянсом і Росією, і відмовився залучати НАТО, заявивши: «Ми не є частиною цього конфлікту». Держсекретар США Ентоні Блінкен заявив, що Альянс «робить все можливе, щоб дати українському народу засоби для захисту від Росії… Якщо Кремль не змінить курс, він продовжить шлях зростання ізоляції та економічного болю». Високий представник ЄС із закордонних справ і політики безпеки Жозеп Боррель заявив: «Це війна Путіна, і тільки Путін може її зупинити». Зеленський відповів:.
| Ліві лапки | «Сьогодні був саміт НАТО, слабкий саміт, заплутаний саміт, саміт, де було зрозуміло, що не всі вважають битву за свободу Європи метою номер один... Сьогодні керівництво альянсу дало зелений світло для подальшого бомбардування українських міст і сіл, відмовившись від створення забороненої для польотів зони». | Праві лапки |

6 березня 2022 року Блінкен заявив про можливість тристороннього обміну між Польщею, Україною та США, щоб українські пілоти літали на польських МіГ-29 з аеродрому США; в обмін на літаки радянських часів Польща отримає від ВВС США вживані F-16.
8 березня 2022 року Польща запропонувала передати Україні 28 винищувачів МіГ-29, «готових негайно і безкоштовно розмістити всі свої літаки МіГ-29 на авіабазі Рамштайн» під контролем США в Німеччині. Прессекретар міністерства оборони США Джон Кірбі відкинув несподівану заяву і сказав, що «ми не вважаємо пропозицію Польщі спроможною». Наступного дня він заявив, що США виступатимуть проти будь-якого такого плану для країн НАТО, і назвав цю ідею «високоризикованою», оскільки це поставило під сумнів статус «співучасника» НАТО. Ідею швидко збили Ентоні Блінкен і Ллойд Остін. 9 березня прем'єр-міністр Польщі заявив, що будь-яке рішення про поставку наступальної зброї має прийматися одноголосно членами НАТО.
Також, 9 березня 2022 року, прохання Зеленського підкріпив майор батальйону «Азов» Денис Прокопенко, якому було доручено оборону Маріуполя: «Якщо незабаром не буде забезпечена безпольотна зона над Україною, ми не зможемо керувати постачанням води та їжу, ліки, а також для безпечної евакуації людей».
На пресконференції 11 березня 2022 року Столтенберга процитували: «Війна президента Путіна проти України порушила мир в Європі. Вона похитнула міжнародний порядок. І продовжує завдавати руйнівних наслідків для українського народу. Але Путін серйозно недооцінив Україну». І він серйозно недооцінив силу та єдність НАТО, наших друзів і партнерів у всьому світі". На тій же пресконференції прем'єр-міністр Канади Джастін Трюдо заявив, що «Путін зробив фундаментальний прорахунок. Він думав, що Україна слабка, і він думав, що НАТО розділене. Йому показали, наскільки він неправий».
24 березня 2022 року 30 глав держав НАТО провели зустріч у Брюсселі, і одним із результатів стала заява, яка частково звучала:.
| Ліві лапки | На Росію було накладено масові санкції та великі політичні витрати, щоб покласти край цій війні. Ми як і раніше сповнені рішучості підтримувати скоординований міжнародний тиск на Росію... Ми залишаємось відданими основоположним принципам, що лежать в основі європейської та глобальної безпеки, зокрема тому, що кожна нація має право вибирати власні заходи безпеки, вільні від зовнішнього втручання. Ми підтверджуємо нашу відданість політиці відкритих дверей НАТО згідно зі статтею 10 Вашингтонського договору... Ми продовжуватимемо вживати всіх необхідних заходів для захисту та захисту безпеки нашого населення Альянсу та кожного дюйма території Альянсу... Ми також встановлюємо чотири додаткові багатонаціональні бойові групи в Болгарії, Угорщині, Румунії та Словаччині... Вибір президента Путіна атакувати Україну є стратегічною помилкою, що має серйозні наслідки також для Росії та російського народу. | Праві лапки |

25 березня 2022 року Столтенберґ давав інтерв'ю Euronews. Він говорив про те, що Альянс робить «наскільки може» для підтримки України, головним чином «сучасною протитанковою зброєю, системами протиповітряної оборони» та «фінансовою, гуманітарною, але й військовою підтримкою».
16 травня 2022 року тимчасово повірена у справах США в Україні Крістіна Квін, на тлі рішень урядів Фінляндії та Швеції про подання заявок на вступ до НАТО, в інтерв‘ю «Європейській правді» заявила, що Україна також може вступити до Альянсу без ПДЧ.
|                                                   | Тому як Україна, так і будь-яка інша держава не має отримувати План дій щодо членства та виконувати його у разі, якщо ви загалом будете відповідати більшій частині вимог |
| — Крістіна Квін, в інтерв‘ю "Європейській правді" | |

30 вересня 2022 року Президент України Зеленський, Голова ВРУ Руслан Стефанчук та Прем'єр-міністр України Денис Шмигаль підписали заявку на пришвидшений вступ до НАТО на тлі анексії окупованих територій Росією. Рішення про заявку ухвалили за результатами засідання Ставки верховного головнокомандувача, а також засідання Ради національної безпеки і оборони, які відбулися цього ж дня. До входження України в НАТО Зеленський закликав західних партнерів реалізувати пропозиції гарантій безпеки, викладені Україною в Київському безпековому договорі.
2 жовтня 2022 року стало відомо, що президенти Чехії, Естонії, Латвії, Литви, Північної Македонії, Чорногорії, Польщі, Словаччини та Румунії закликали союзників суттєво збільшити військову допомогу Україні та підтримали її членство в НАТО. 3 жовтня Литва виступила за початок переговорів щодо вступу України в НАТО.
29 листопада 2022 року, представники Угорщини підтвердили рішення блокувати участь України у засіданнях Комітету Україна-НАТО.
У січні 2023 року прем'єр Фінляндії Санна Марін заявила, що якби Україна була в НАТО, то Росія не напала би на неї.
11 травня 2023 року, сенат Польщі ухвалив резолюцію про членство України в Північноатлантичному альянсі і зазначив, що до неї мають бути застосовані такі ж процедури, як і до Швеції з Фінляндією.
12 грудня 2023 року, в ході пресконференції у Білому домі, Президент США Джо Байден заявив, що потрібно забезпечити перемогу України у війні з Росією, щоб наблизитись до набуття членства в Організації Північноатлантичного договору. Президент США переконаний, що майбутнє України пов'язане з Альянсом. «Щодо цього немає жодних сумнівів», — підкреслив він.
13 лютого 2024 року, постійна представниця США при НАТО Джуліанна Сміт, в ході пресконфкренції повідомила, що Київ, найімовірніше, не отримає запрошення в НАТО під час саміту у Вашингтоні, який відбудеться 9-11 липня 2024 року.

#### Спільні декларації та заяви щодо підтримки прагнення України вступити до НАТО
Україна підписала спільні декларації та заяви з наступними країнами:
1. Чехія — 31.10.2022[130], 29.04.2023[131]
2. Бельгія — 26.11.2022[132], 04.05,2023[133]
3. Чорногорія — 05.12.2022[134]
4. Польща — 11.01.2023[135]
5. Литва — 11.01.2023[135]
6. Італія — 21.02.2023[136], 13.05.2023[137]
7. Латвія — 03.03.2023[138]
8. Ісландія — 14.03.2023[139], 03.05.2023[140]
9. Словенія — 31.03.2023[141]
10. Естонія — 24.04.2023[142]
11. Словаччина — 29.04.2023[131]
12. Фінляндія — 03.05.2023[140]
13. Данія — 03.05.2023[140]
14. Швеція — 03.05.2023[140]
15. Норвегія — 03.05.2023[140]
16. Нідерланди — 04.05.2023[143]
17. Німеччина — 14.05.2023[144]
18. Франція — 15.05.2023[145]
19. Румунія — 01.06.2023[146]
20. Канада — 10.06.2023[147]
21. Іспанія — 01.07.2023[148]
22. Болгарія — 06.07.2023[149]
23. Португалія  — 08.07.2023[150]
24. Греція  — 21.08.2023[151]
25. Албанія — 20.09.2023[152]
26. Північна Македонія — 28.02.2024[153]

#### Вільнюський саміт 2023
Україна прагне отримати на Вільнюський саміт НАТО 2023 року гарантію набуття повноправного членства в НАТО протягом нетривалого часу після досягнення військової перемоги над Російською Федерацією, усунувши етап ПДЧ, як це було під час вступу Фінляндії та Швеції.
У травні 2023 року стало відомо, що на Вільнюському саміті НАТО 2023 року оголосять про створення Ради Україна — НАТО у форматі 32, а не 31+ 1, як було з Комісією Україна — НАТО. НАТО прагне провести перше засідання РУН на Вільнюському саміті 2023.
11 липня 2023 року, саміт НАТО у Вільнюсі ухвалив рішення щодо України, як країни яка стане членом Альянсу без ПДЧ.
12 липня 2023 року, під час саміту, країни Великої сімки погодили «Спільну декларацію про підтримку України», відкриту для підписання й іншими країнами.

## Аналіз подій

Мапа хвиль розширень НАТО

22 — 23 лютого 1992 року відбувся візит генерального секретаря НАТО М. Вернера до Києва, який офіційно запросив Україну до участі в РПАС (членом цієї організації Україна стала 10 березня 1992 року), а 8 липня 1992 року Президент України Кравчук відвідав штаб-квартиру альянсу в Брюсселі. Важливою подією у розвитку відносин між Україною і НАТО стало відкриття у вересні 1992 року Посольства України в Брюсселі, яке було сполучною ланкою в контактах між нашою державою та НАТО.
Прихильники вступу до НАТО відстоюють думку, що у 1993 році була закладена політико-правова база відносин Україна-НАТО. При цьому вони посилаються на документ «Основні напрями зовнішньої політики України», ухвалений постановою Верховної Ради України 2 липня 1993 року. У документі, зокрема, зазначено:
|  | «В умовах зникнення блокового протистояння в Європі пріоритетного значення набуває проблема створення загальноєвропейської структури безпеки на базі чинних міжнародних інститутів, таких як НБСЄЄ, РПАС, НАТО, ЗЄС. Безпосереднє та повне членство України в такій структурі створюватиме необхідні зовнішні гарантії її національної безпеки… З огляду на кардинальні зміни, що відбулися після розпаду СРСР і які визначили сучасне геополітичне становище України, проголошений нею намір свого часу стати в майбутньому нейтральною та позаблоковою державою має бути адаптований до нових умов і не може вважатися перешкодою її повномасштабної участі у загальноєвропейській структурі безпеки». |

Варто відзначити, що до сьогоднішнього часу цей документ не перероблявся та не удосконалювався і залишається чинним. Посилання на нього прихильників вступу до НАТО, на наш погляд, не зовсім коректне, тому що в ньому йде мова не конкретно про Північноатлантичний альянс, а про майбутню структуру загальноєвропейської безпеки. Дійсно, сьогодні НАТО є такою структурою, але намір нашої держави бути нейтральною або позаблоковою треба ще «адаптувати до нових умов».
Серед перших безпосередніх контактів України з НАТО слід відзначити семінар Північноатлантичної асамблеї «Україна і європейська безпека», який відбувся 20 — 23 червня 1993 року у Києві. Асамблея виконує функцію консультативного органу альянсу. Основний напрямок її діяльності — створення сприятливих умов європейської безпеки, включаючи військові, економічні, політичні та екологічні аспекти цієї проблеми. Учасники семінару обговорювали питання внутрішньої та зовнішньої політики України, проблеми ядерної зброї, розміщеної на її території, реалізації економічних та конверсійних програм [8, с. 1].
9 лютого 1994 року міністр закордонних справ України А. Зленко підписав у штаб-квартирі НАТО рамковий документ програми «Партнерство заради миру». А 25 травня того ж року Україна передала Північноатлантичному альянсу свій презентаційний документ для цієї програми [5, с. 519, 523].
Згідно з рамковим документом програми ПЗМ, співробітництво нашої країни з альянсом у рамках програми передбачає досягнення таких цілей: сприяння відкритості у плануванні національної оборони та формування військового бюджету; забезпечення демократичного контролю над збройними силами; підтримання здатності та готовності брати участь у межах, дозволених конституцією, в операціях, здійснюваних під егідою ООН і/або в рамках відповідальності ОБСЄ; розвиток співробітництва з НАТО у військовій сфері з метою здійснення спільного планування і військової підготовки та навчальних маневрів, покликаних підвищити їхню спроможність до виконання завдань, пов'язаних з миротворчою діяльністю, пошуковими і рятувальними операціями, операціями з надання гуманітарної допомоги та іншими, про які згодом може бути домовлено; формування у тривалій перспективі таких збройних сил, які зможуть краще взаємодіяти зі збройними силами країн-членів НАТО.
Для участі у програмі «Партнерство заради миру» Україна надала, відповідно до її чинного законодавства, 1291 військовослужбовця, 10 літаків, 6 вертольотів, 2 кораблі та воєнізовані підрозділи цивільної оборони і два полігони [9, с. 26].
Важливою подією у розвитку співробітництва нашої країни з НАТО стало започаткування 3 березня 1994 року безпосередніх консультацій з альянсом у форматі «16+1», як це передбачено п.8 Рамкового документа програми «Партнерство заради миру», з метою вивчення умов налагодження особливих відносин та встановлення «спеціального партнерства» між Україною і НАТО. Згідно з адміністративною угодою та угодою у сфері безпеки між Україною і НАТО були відкриті офіси зв'язку України у штаб-квартирі НАТО і Координаційному центрі партнерства (КЦП) та були визначені перші офіцери зв'язку до КЦП та штаб-квартири альянсу [10].
Фактично перша ІПП (індивідуальна програма партнерства) між Україною й альянсом була прийнята де-юре у червні — липні 1995 року, коли Генеральний секретар НАТО і Міністр закордонних справ України обмінялися відповідними листами. 14 вересня 1995 року ІПП Україна — НАТО була офіційно схвалена на спеціальному засіданні Північноатлантичної Ради (ПАР) НАТО. За результатами діяльності 1996 року Україна виконала програму на 38 %, взявши участь у 113 з 268 заходів [9, с. 25].
Починаючи з лютого 1995 року, Україна брала участь у першому дворічному циклі процесу планування та оцінки сил (ППОС, англ. PARP — Planning and Review Process), які виділяються країнами-партнерами для участі в програмі ПЗМ. ППОС базується на досвіді НАТО в галузі оборонного планування та являє собою механізм, за яким всі країни альянсу планують та оцінюють власні сили, що виділяються для участі у спільних заходах НАТО [11, с. 84].
14 вересня 1995 року відбулося спеціальне засідання Північноатлантичної ради у форматі «16+1», за результатами якого було схвалено спільну заяву України й альянсу для преси, яка проголосила початок «розширених і поглиблених» відносин між двома сторонами «поза межами РПАС і ПЗМ» [12]. Разом зі спільною заявою України і НАТО для преси керівним органам НАТО українською стороною було передано документ «Основні параметри угоди про встановлення відносин спеціального партнерства між Україною та Організацією Північноатлантичного договору», який заклав основу для активного діалогу між Україною і НАТО з метою розробки та укладення між ними політично зобов'язальної угоди про спеціальне партнерство.
Протягом січня — березня 1996 року між Україною і НАТО було узгоджено спільний документ — «Реалізація розширення і поглиблення відносин між Україною і НАТО». З квітня 1996 року у рамках реалізації цього документа відбулося перше планове засідання політичного комітету НАТО та України з питань архітектури європейської безпеки та безпеки України як держави, котра добровільно відмовилась від ядерної зброї. Особливе партнерство для України означало розширення співробітництва України з НАТО на всіх рівнях і у всіх вимірах — політичному, військовому, економічному, екологічному, науково-технічному, інформаційному тощо. Україна вважала такий тип співробітництва однією з основних умов забезпечення своїх національних інтересів, гарантію уникнення нового поділу Європи і запобігання формуванню «сфер впливу» чи створенню «сірих зон» безпеки в Центрально-Східній Європі. Претендуючи на таке особливе партнерство, Україна виходила з того, що вона, в контексті розширення НАТО, перебуває в унікальній геополітичній ситуації: на її західних кордонах були розташовані майбутні члени розширеного альянсу, на східних і північних кордонах — Росія і Білорусь, позиція яких стосовно розширення НАТО відрізнялася від позицій інших держав Центрально-Східної Європи [13, с. 390].
У цей час активізувалося партнерство України з НАТО у військовому вимірі. Якщо у 1994 році військові підрозділи Збройних Сил України брали участь тільки у двох спільних військових навчаннях на території Польщі та Нідерландів, то вже у 1995 році представники та підрозділи збройних сил взяли участь у 98 заходах, включаючи 13 військових навчань. У 1996 році представники та підрозділи українського війська взяли участь у 53 заходах, а також провели на своїй території багатонаціональне військове навчання «Щит миру-96» [9, с. 26].
6 травня 1996 року від імені Уряду України були підписані важливі угоди в рамках програми ПЗМ, якими регулюється статус військовослужбовців Збройних Сил України при перебуванні на навчаннях та інших заходах та території держав-членів НАТО або країн-партнерів і, навпаки, військових інших держав, які беруть участь у навчаннях на території України: Угода між державами, які є сторонами Північноатлантичного договору, та іншими державами, які беруть участь у партнерстві заради миру, щодо статусу їхніх збройних сил, а також додатковий протокол до цієї угоди.
З метою зміцнення функцій для координації у сфері партнерства і співробітництва України з НАТО розпорядженням Президента України 21 травня 1996 року було створено Міжвідомчу робочу групу з питань участі України в програмі ПЗМ, в 3 квітня 1997 року Президент України підписав Указ про створення Державної міжвідомчої комісії з питань співробітництва України з НАТО. Комісія стала дорадчим органом для підготовки пропозицій з питань співробітництва з керівними та виконавчими структурами НАТО, з державами-членами альянсу та державами-партнерами програми ПЗМ, а також пропозицій щодо організації, координації й контролю виконання прийнятих з цих питань рішень міністерствами, іншими органами виконавчої влади та державними органами України.
У серпні 1996 року було також створено посаду головного координатора у співробітництві України з НАТО та ЄС у військовій галузі — радника-посланця посольства України у країнах Бенілюксу, на яку призначено першого міністра оборони України
К. Морозова.
У першій половині 1997 року відбулися знакові події у відносинах України з Північноатлантичним альянсом. Так, 20 березня в штаб-квартирі НАТО в Брюсселі відбувся перший раунд переговорів з альянсом щодо формалізації відносин Україна — НАТО. У квітні 1997 року в Брюсселі пройшли два раунди переговорів з НАТО на рівні експертів щодо цього питання. Черговий раунд переговорів Україна — НАТО із проєкту документа відбувся 1 травня під час візиту тодішнього Генерального секретаря НАТО Х. Солани до Києва, а 29 травня 1997 року на засіданні міністрів закордонних справ країн-членів НАТО в м. Сінтрі (Португалія) Генеральний секретар НАТО Х. Солана і міністр закордонних справ України Г. Удовенко парафували «Хартію про Особливе партнерство між НАТО і Україною» [5, с. 544].

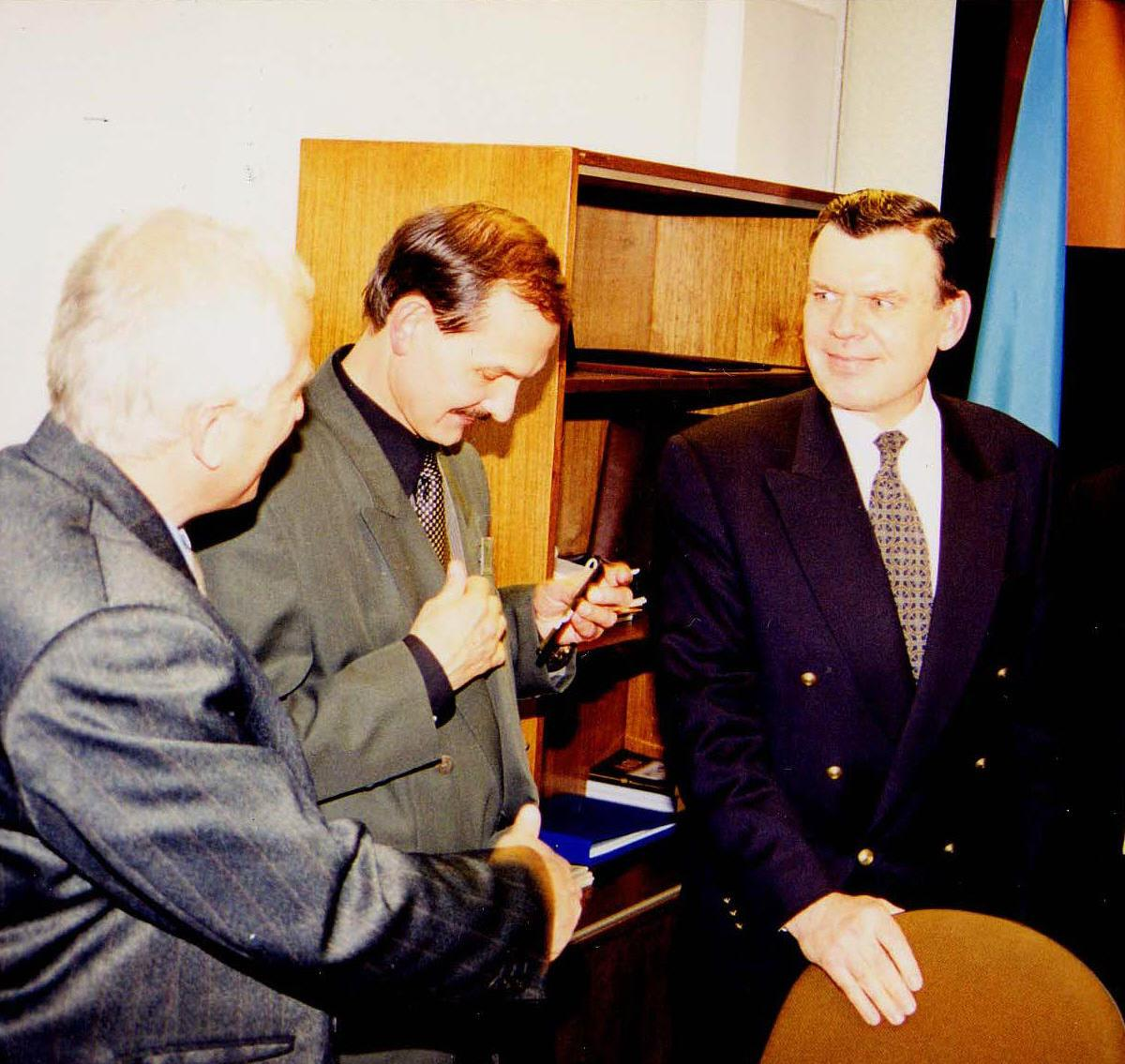
Костянтин Морозов — представник України в НАТО (крайній праворуч) зустрічається з вченими з України, Брюссель, 1997 року

9 липня 1997 року на саміті Північноатлантичного альянсу в Мадриді Президент України Л. Кучма та Генеральний секретар НАТО Х. Солана скріпили підписами «Хартію про особливе партнерство між Україною та організацією Північноатлантичного договору».
Хартія є основним політичним документом, який регулює відносини України з НАТО. Вона зафіксувала політичні зобов'язання сторін на найвищому рівні і визначила необхідність «розвивати відносини особливого і ефективного партнерства, яке сприятиме більшій стабільності і просуванню спільних демократичних цінностей у Центрально-Східній Європі» [14, с. 1]. На другому засіданні спільної комісії на рівні міністрів закордонних справ України та НАТО, створеної згідно з Хартією, 29 травня 1998 року було проаналізовано стан відносин нашої держави з альянсом.
Варто відзначити, що активізація співробітництва України з альянсом збіглася з дуже важливою подією в життєдіяльності НАТО. 30 травня 1997 року на заміну Раді північноатлантичної співпраці (РПАС) була створена Рада євроатлантичного партнерства (РЄАП). РЄАП стала важливим елементом європейської архітектури безпеки. Її діяльність здійснюється з урахуванням роботи інших міжнародних організацій і доповнює їх. Рада є органом, що опікується розвитком діалогу, співробітництва та консультацій між НАТО і партнерами по співробітництву, забезпечує підґрунтя для співпраці і консультацій між її окремими членами та альянсом.
З метою створення в нашій державі чинного механізму імплементації Хартії з урахуванням пріоритетів у розбудові відносин України з НАТО 4 листопада 1998 року Указом Президента України було затверджено «Державну програму співробітництва України з НАТО на період до 2001 року». У документі підкреслювалося, що "стратегічною метою України є повномасштабна інтеграція до європейських та євроатлантичних структур і повноправна участь у системі загальноєвропейської безпеки.
Програма була спрямована не лише на активізацію співробітництва у політичній та військовій сферах, а й на розвиток нових напрямів співпраці, таких як військово-технічне і науково-технічне співробітництво, цивільне планування при надзвичайних ситуаціях, спільна боротьба з поширенням ядерних технологій, міжнародним тероризмом, організованою злочинністю та нелегальним обігом наркотиків, стандартизація, інформаційні технології, охорона довкілля, управління повітряним рухом, спільне використання космічного простору тощо.
23 квітня 1999 року Верховна Рада України ухвалила постанову «Щодо відносин України і Організації Північноатлантичного договору (НАТО)». У постанові наголошується: «Динамічні зміни геополітичної ситуації у нинішньому однополюсному світі, складність і нестійкість військово-політичної ситуації в Європі, тривале внутрішнє кризове становище України обумовлюють необхідність активізації зусиль, спрямованих на зміцнення її міжнародних позицій, відстоювання національних інтересів, забезпечення надійної безпеки й обороноздатності. Необхідними передумовами цього Верховна Рада України вважає послідовність, виваженість, передбачуваність зовнішньої політики, її багатовекторності, розбудову відносин України з іншими державами, міжнародними організаціями на засадах збалансованості і взаємодопомоги, рівноправності і взаємовигоди, відкритості і взаєморозуміння, неучасті у військових блоках, невтручанні у внутрішні справи — за принципом „Безпека для себе — через безпеку для всіх“. Цим має визначатися і позиція щодо участі України у системах регіональної, загальноєвропейської й універсальної безпеки» [15, с. 2]
Вивчення досліджень суперечливого сприйняття НАТО в громадській думці України ми вирішили почати з 1996 року, коли країна в основному подолала внутрішні кризи і її економіка набрала більш-менш сталого розвитку, а це суттєво вплинуло на сприйняття громадянами нашої країни певних процесів становлення та державотворення незалежної України. Слід відзначити, що ці опитування відбувалися напередодні підписання Хартії про особливе партнерство між Україною та альянсом, через два роки після того, як Україна розпочала співпрацю в програмі «Партнерство заради миру». В той же час слід враховувати, що, за даними соціологічних опитувань 1996 року, спостерігалася певна байдужість українських громадян щодо інформації у сфері політики й міжнародних справ. 30 відсотків опитаних (із 1800 осіб) заявили, що політика їх не цікавить, така сама кількість тих, хто й газет взагалі не читає [16, с. 79].
За результатами загальноукраїнського опитування, яке в грудні 1996 року провели фонд «Демократичні ініціативи» та фірма Соціс-Геллап, на питання «Чи треба Україні стати членом НАТО?» — українці відповіли таким чином: 15 % — «так, і як найшвидше», 21 % відреагували — «так, але згодом», 45 % — «важко сказати», 19 % — «в жодному разі». Найбільше прихильників вступу до НАТО виявилося серед молоді, громадян з вищою освітою та тих, хто схвально ставився до розвитку приватного підприємства (бізнесу). Повністю довіряли НАТО 12 % респондентів, «стільки довіряю, скільки й ні» — 28 %, «зовсім не довіряю» — 19 %, «важко сказати, довіряю чи ні» — 41 %. Таким чином, опитування засвідчило, що більшість громадян України на той час не визначила свого ставлення до НАТО [17, с. 11].
Цілеспрямоване соціологічне дослідження у квітні 1996 року, яке здійснював Український центр економічних і політичних досліджень ім. О. Разумкова (УЦПЕД), серед 1003 офіцерів Збройних Сил України в усіх регіонах країни засвідчили, що кістяк української армії, найбільш освічений і свідомий прошарок цієї силової структури, лише на 12 % підтримує бажання військово-політичного керівництва країни приєднатися до НАТО, а позаблоковий статус України підтримує 41 %. Більшість офіцерів не бажала брати участь у миротворчих операціях під егідою альянсу [18, с. 1].
У січні 1997 року фонд «Демократичні ініціативи» провадив опитування 1200 осіб, які репрезентували доросле населення України. Опитування відбувалося в 11 регіонах, в які було згруповано всі області України з урахуванням регіональної однорідності чинників формування масової свідомості.
Згідно з даними опитування, населення України оцінювало НАТО як міжнародну організацію, і це свідчило, що громадська думка не розглядала НАТО як агресивний блок. Агресора у НАТО вбачав лише кожний шостий громадянин України, на противагу майже половині респондентів, які вважали альянс оборонною чи навіть миротворчою організацією. Більшість громадян не лише не вважали НАТО агресивним військовим блоком, а й не бачили реальної загрози з боку держав-членів альянсу. Серед населення України було небагато поборників самостійного вступу до НАТО. Тільки 15 % у майбутньому бачили свою країну в блоці з Заходом, тоді як 45 % — в якій-небудь інтеграції з країнами СНД. В той же час спостерігалися вельми суттєві регіональні відмінності — від визначеної прозахідної позиції у Західному регіоні України до такої ж визначеної "східної орієнтації в Криму, східному, південному й північно-східному регіонах. Слід визнати чітку суперечливість позиції чималої частини населення стосовно питання про зближення з НАТО. Менше чверті опитаних категорично відкидали ідею вступу України до НАТО. Поряд із невизначеною позицією стосовно вступу в НАТО (42 %) була досить поширена й думка на підтримку якомога скорішого вступу до НАТО (19 %) або ж через певний час (19 %).
Наміри України щодо інтеграції в структури Північноатлантичного альянсу підтвердив Закон України «Про основи національної безпеки України» від 19 червня 2003 року. У статті 8 Основних напрямів державної політики з питань національної безпеки проголошено, що у зовнішньополітичній сфері Україна провадить активну міжнародну політику з метою «… набуття членства у Європейському Союзі та Організації Північноатлантичного договору при збереженні добросусідських відносин і стратегічного партнерства з Російською Федерацією, іншими країнами Співдружності Незалежних Держав, а також іншими державами світу» [23].

Ще більш конкретно наміри України щодо приєднання до НАТО було викладено у новій редакції «Воєнної доктрини України», що була затверджена Указом Президента 15 червня 2004 року. У II розділі — «Воєнно-політичні засади Воєнної доктрини», перший абзац пункту 9-го «Умови забезпечення воєнної безпеки України» викладено так: «Зміцнення довіри між державами, послідовне зниження загрози використання військової сили, проведення політики євроатлантичної інтеграції, кінцевою метою якої є вступ до НАТО як основи загальноєвропейської системи безпеки». Другий абзац пункту 16-го наголошує:
|  | «В умовах сучасної воєнно-політичної обстановки інтереси національної безпеки України зумовлюють істотне поглиблення відносин з НАТО і ЄС. Виходячи з того, що НАТО і ЄС є гарантами безпеки і стабільності в Європі, Україна готується до повноправного членства в цих організаціях». |

А третій абзац того ж пункту викладено: 
|  | « Активізація євроатлантичної інтеграції України з орієнтацією на вступ до НАТО як основи загальноєвропейської системи безпеки та пов'язане з цим глибоке реформування оборонної сфери держави відповідно до європейських стандартів належать до найважливіших пріоритетів як зовнішньої, так і внутрішньої політики» [24] |

.
28–29 червня 2004 року в Стамбулі пройшов черговий саміт НАТО. Це був сьомий саміт після закінчення «холодної війни». В ході саміту 29 червня 2004 року відбулося засідання Комісії Україна-НАТО на рівні глав держав та урядів. Але ніяких кардинальних змін у відносини Україна — НАТО або їх активізацію вищезазначений захід не вніс.
Президент України своїм Указом від 15 липня 2004 року ввів у дію рішення Ради національної безпеки й оборони «Про подальший розвиток відносин з НАТО з урахуванням результатів засідання Комісії Україна-НАТО на найвищому рівні 29 червня 2004 року». Згідно з Указом у Воєнній доктрині України було зроблено купюри у пунктах, які визначали вступ до НАТО та ЄС як кінцеву мету євроатлантичної інтеграції, тобто вилучено ту частину тексту, яку ми позначили курсивом. Зміни в українській Воєнній доктрині були відбиттям реальних відносин нашої країни з НАТО і ЄС. Вона зазнала коректування (удосконалення, корегування). Справа у тому, що Воєнна доктрина будь-якої країни — один з ключових елементів архітектури безпеки держави, який враховує воєнні, політичні, стратегічні, економічні та інші аспекти. Доктрина — це система основних принципів для розробки стратегії, яка складається з аналізу ситуації, прогнозування різних сценаріїв розвитку та адекватної відповіді на ці сценарії. Зовсім логічно, що такий важливий документ, як Воєнна доктрина, повинен містити коректні положення, які відповідають реальній дійсності. Нові положення Воєнної доктрини були чітким сигналом щодо готовності України до глибокої інтеграції з євроатлантичними структурами. Протягом доволі складного періоду з часу, як 23 травня 2002 року Україна вперше відкрито заявила про свою мету вступити в НАТО, Київ, долаючи чимало перешкод, ішов у євроатлантичному напрямку. Празький саміт, де, попри несприятливу політичну атмосферу, було укладено План дій Україна-НАТО, Стамбульський саміт, де, всупереч очікуванням, так і не сталося розширення формату співпраці між Україною і альянсом. Здавалося, що процес євроінтеграції відбувався швидше наперекір, аніж завдяки: урядовці, які були вірними реалізації курсу на альянс, становили абсолютну меншість. Знадобилося три роки, аби за всіма формальними критеріями Україна розпочала шлях до повноправного членства в НАТО.
У грудні 2004 року в України відбулися президентські вибори на тлі так званої «помаранчевої революції».
23 січня 2005 року, склавши присягу під час інавгурації, новообраний Президент і сформований ним уряд країни обрали курс на інтенсифікацію євроатлантичної інтеграції держави з метою прискорити вступ України до НАТО.
У лютому 2005 року країни-члени альянсу запросили В. Ющенка взяти участь у роботі саміту у штаб-квартирі НАТО. Візит української делегації на чолі з Президентом України В. Ющенком до Брюсселя, напевно, як ніяка інша подія останніх років, вплинула на зовнішню політику України.
На засіданні саміту Україна-НАТО В. Ющенко ознайомив альянс з новою стратегією нашої держави щодо інтеграції в його структури. В короткостроковій перспективі це було пов'язано зі значними змінами внутрішньої та зовнішньої політики України. Генеральний секретар НАТО Яап де Хооп Схеффер відзначив, що «НАТО не може керувати цим процесом. Відповідальність і тяжкий тягар, що пов'язаний з ним, лежить виключно на українському керівництві. Але ми можемо допомогти, і ми допомагаємо». Він заявив, що альянс залишається відкритим для будь-якої країни, яка забажає вступити, для цього необхідно виконати вимоги, визначені демократичним західним суспільством. Тобто для нашої держави залишалося остаточно виявити свою рішучість інтегруватися до трансатлантичної системи безпеки та дотримуватися визначеної схеми. Отже, в НАТО очікували на самовизначеність нашої держави.
Брюссельський саміт погодився започаткувати інтенсифікований діалог щодо прагнень України до членства в альянсі.
Свою позицію і відданість щодо інтеграції в НАТО політичне керівництво нашої держави продемонструвало таким чином — Указом Президента від 21 квітня 2005 року було відновлено першу редакцію Воєнної доктрини, тобто в тексті документа знову йшла мова про те, що «Україна готується до повноправного членства в НАТО та ЄС» і «активізація євроатлантичної інтеграції України з орієнтацією на вступ до НАТО… належить до найважливіших пріоритетів як зовнішньої, так і внутрішньої політики» [25].
Другий бар'єр перешкод для намірів України вступити в альянс полягав у відсутності суспільного та внутрішньополітичного консенсусу в нашій державі стосовно інтеграції в НАТО, що обумовлювало брак підтримки євроатлантичної інтеграції з боку населення, попри те, що державна програма, яка передбачала проведення роз'яснювальної роботи, вже існувала з 2003 року.
Припущення певних посадовців, що Київ може отримати від НАТО запрошення приєднатися до Плану дій щодо членства вже у 2006 році та про вступ України в альянс у 2008 році, доволі скептично оцінив вищезазначений експерт НАТО Джеймс Шерр: 
| «Це цілком можливо. Але важливим питанням буде, як кожна з країн-членів альянсу оцінює в цілому прогрес України. І не можна сказати, що нинішня політична криза не привернула до себе уваги і не стурбувала НАТО. Отже, широкий політичний і економічний контекст, в якому відбуваються зміни в оборонній галузі та в секторах безпеки, — надзвичайно важливі для НАТО. Тому результати виборів у парламент у березні 2006 року і домовленості, які виникнуть, будуть становити інтерес. Нині непросто дати відповідь… Якщо політична ситуація розвиватиметься позитивно, то, гадаю, було б реалістично розраховувати на запрошення до Плану дій щодо членства у 2008 році». |
2 грудня 2014 року Генеральний секретар НАТО Єнс Столтенберґ заявив, що Україна може стати членом альянсу і якщо вона подасть заяву, НАТО її розгляне. Він підкреслив, що для членства в НАТО Україна має відповідати стандартам та принципам, які є умовою набуття членства в альянсі.
23 грудня 2014 року Верховна Рада України підтримала законопроєкт Президента України Петра Порошенка про відмову від позаблокового статусу. За відповідне рішення проголосували 303 депутати.

## Основні галузі співпраці

### Співробітництво в реформуванні сектору безпеки та оборони, у військовій і військово-технічній сферах
Консультації та співпраця між Україною та НАТО охоплюють широке коло питань, які були визначені Хартією від 1997 та Планом дій від 2002. Заходами керує Комісія Україна — НАТО (КУН), яку було засновано відповідно до Хартії і яка має на меті розвивати відносини Україна — НАТО та забезпечувати належне виконання положень Хартії.
- Співпраця у галузі безпеки: Україна та НАТО активно співпрацюють у плані підтримання безпеки та стабільності на євроатлантичному просторі. Протягом останніх років Україна по черзі виділила піхотний батальйон, батальйон механізованої піхоти та вертолітний загін для участі у діяльності керованих НАТО миротворчих сил НАТО на Балканах, у Боснії та Герцеговині, а в операціях у Косові брав участь український вертолітний загін та значна кількість особового складу з української частини українсько-польського батальйону. Іншим кроком, що засвідчив готовність України сприяти зміцненню міжнародної стабільності та боротьбі з тероризмом, стало надання Україною права прольоту над її територією авіації НАТО, яка перевозила війська до складу Міжнародних сил сприяння безпеці (МССБ) на території Афганістану та особовий склад коаліційних сил під проводом США, залучених до операції «Нездоланна свобода». Україна також відрядила 1600 військовослужбовців до польського сектора міжнародних багатонаціональних стабілізаційних сил в Іраку, де представлені миротворці з кількох країн НАТО та країн-партнерів.
- Оборонна реформа: Програма співробітництва у галузі оборонної реформи між Україною та НАТО масштабніша, ніж з будь-якою іншою країною-партнером і надає змогу Україні використовувати накопичений роками досвід та фахові знання країн — членів Альянсу у галузі оборонної реформи. Україна звернулася до НАТО за допомогою у здійсненні трансформації своїх надлишкових збройних сил, що комплектуються за призовом, у меншу за чисельністю, професійну та більш мобільну армію, яка відповідала б потребам країни у галузі безпеки, а також була здатною відігравати активну роль у підтриманні європейської безпеки і стабільності. Ключовими кроками мали стати розробка нової Стратегічної концепції та Військової доктрини, а також надання Україні допомоги у проведенні та завершенні комплексного оборонного огляду. Першорядним завданням НАТО було допомогти Україні зміцнити демократичний та цивільний контроль над збройними силами та підвищити рівень оперативної сумісності з військами країн НАТО.

Для реалізації нового зовнішньополітичного курсу з урахуванням тенденцій і динаміки розвитку сучасного безпекового середовища в Україні запроваджується новий комплекс стратегічних документів у сфері національної безпеки та оборони держави. З метою приведення сектору безпеки та оборони до сучасних реалій безпекового середовища в Україні проведено другий Оборонний огляд та відпрацьовано Стратегічний оборонний бюлетень. На підставі результатів останнього розроблено проєкт Концепції подальшого реформування та розвитку Збройних Сил України на період до 2016 року. Слід зазначити, що у відпрацюванні концептуальних і програмних документів щодо подальшого розвитку Збройних Сил України використовуються методології держав-членів НАТО.
Реалізація військового співробітництва з Альянсом дозволяє нарощувати оперативні спроможності Збройних Сил України.

### Співробітництво у військово-технічній галузі
Технічне співробітництво між Україною та НАТО у галузі озброєнь передусім зосереджено на підвищенні рівня сумісності систем озброєнь з метою сприяння участі України у спільних операціях з підтримання миру. Співпрацю у цій галузі було розпочато, коли Україна вступила до програми НАТО «Партнерство заради миру» та почала брати дедалі активнішу участь у діяльності різних груп з питань озброєнь під егідою Наради національних директорів з питань озброєнь -найвищого органу НАТО, який визначає можливості співпраці між країнами — членами стосовно закупівлі військової техніки та встановлює технічні стандарти. У березні 2004 відбулося перше засідання Спільної робочої групи Україна — НАТО з питань озброєнь, яка відтоді сприяє розвиткові контактів у цій галузі.
Щодо максимального використання потенціалу Спільних робочих груп Україна — НАТО високого рівня з питань воєнної реформи та оборонно-технічного співробітництва, Ю. Борнеман зазначив: «…ми розглядаємо можливості для консультацій, координації та співробітництва, що базуються на взаємних інтересах. Ми знаємо і вітаємо те, що Україна приділяє значну увагу цій темі, і вже почали перші дискусії з нашими українськими друзями, аби забезпечити транспарентність цього процесу». На певному етапі консультацій між США та Україною з цього питання американські представники відверто заявили, що вони дуже зацікавлені в тому, аби українські підприємства створювали ракети-мішені для випробування системи ПРО. Потенціал українського ОПК є затребуваним навіть у високорозвинених країнах світу.
Основними напрямами співпраці Україна-НАТО у сфері озброєнь на сучасному етапі є:
- досягнення відповідного рівня взаємосумісності озброєння та військової техніки для забезпечення виконання спільних з НАТО операцій з підтримання миру;
- створення умов для забезпечення розробки, закупівлі озброєння та військової техніки і матеріально-технічного забезпечення відповідно до стандартів держав-членів НАТО;
- створення в Україні державної системи кодифікації продукції військового призначення, що сумісна з системою кодифікації НАТО;
- підтримання проєкту Трастового фонду ПЗМ для знешкодження небезпечних, непридатних для використання та надлишкових боєприпасів та легкого озброєння і стрілецької зброї в Україні.

В травні 2024 року, згідно повідомлення Міністерства оборони України, Україна, як гостьовий партнер, приєдналася до багатонаціональної ініціативи – Combined Federated Battle Laboratories Network (Об'єднаної мережі бойових лабораторій). Її використовують розробники систем для тестувань, спільних навчань та верифікації розробок. Окрім України, участь в ініціативі беруть 39 партнерів (32 країни НАТО, Австрія, Австралія, Нова Зеландія, Швейцарія, організація НАТО тощо). Спонсором участі України в ініціативі стала Агенція НАТО зі зв'язку та інформацію (NCIA), з якою Міністерство оборони України підписало технічну угоду.

### Співробітництво у сферах науки та захисту довкілля
Україна залишається другою після Росії серед країн-партнерів за рівнем співробітництва в межах участі в програмі НАТО «Наука заради миру та безпеки». Ключовими у цій сфері залишатимуться проєкти «Очищення авіабази в м. Прилуки»; освоєння гранту НАТО для Української науково-освітньої телекомунікаційної мережі «УРАН», «Моніторинг та передбачення ризиків паводків річки Прип'ять» тощо.
- Наука й охорона довкілля: Наукова співпраця з Україною розпочалася у 1991. Відтоді за рівнем участі у Науковій програмі НАТО Україна поступається лише Росії. її розвиткові також сприяло створення Спільної робочої групи з питань наукової співпраці та у галузі охорони довкілля. НАТО співфінансувало кілька проєктів з метою забезпечення українських науково-дослідницьких колективів мінімально необхідною інфраструктурою комп'ютерних мереж та доступом до Інтернету. Окрім застосування наукових розробок у галузі захисту від тероризму та нових загроз -відповідно до нового спрямування Наукової програми НАТО — Україна визначила для себе такі пріоритети співпраці у науковій галузі на 2004 рік: інформаційні технології, біологія клітини та біотехнології, нові матеріали, захист довкілля і раціональне використання природних ресурсів. Співпрацю у галузі довкілля переважно зосереджено на екологічних проблемах, спричинених оборонною діяльністю.
- Планування на випадок надзвичайних ситуацій цивільного характеру: Країни — члени НАТО та країни-партнери надали Україні допомогу у ліквідації наслідків сильних повеней, що сталися у 1995, 1998 та 2001. До того ж, починаючи з 1997, відповідно до Меморандуму про взаєморозуміння у галузі планування на випадок надзвичайних ситуацій цивільного характеру та готовності до катастроф, у цій галузі було започатковано широкомасштабну співпрацю, яка принесла Україні безпосередню практичну користь. Основну увагу було приділено намаганням допомогти Україні, насамперед її західним регіонам, уразливим перед повенями, краще підготуватися до подібних надзвичайних станів та подолання їх наслідків. В Україні проводилися навчання ПЗМ, які мали на меті випробувати в дії процедури реагування на повені та надання допомоги цивільному населенню. Такі тренування пройшли на Закарпатті у вересні 2000. А у 2001 розпочато проєкт за участю сусідніх країн з метою розвитку у басейні річки Тиси ефективної системи запобігання та реагування на повені.

### Співробітництво в подоланні загроз невоєнного характеру
У цій сфері головна увага приділятиметься результатам роботи Робочої підгрупи Україна — НАТО з питань кібернетичного захисту, в межах якої Україна отримує експертну допомогу НАТО з питань підготовки національної стратегії протидії кібернетичним загрозам, розвитку інфраструктури кібернетичного захисту та системи реагування на кіберзагрози в Україні. Триватиме співпраця у сферах боротьби з відмиванням «брудних» грошей, контрабандою наркотиків, зброї та незаконним переміщенням людей.
16 травня 2023 року, Україна офіційно приєдналася до Центру НАТО з питань співробітництва в галузі кіберзахисту (CCDCOE), — про це повідомила пресслужба МЗС України. «Сьогодні в штаб-квартирі Центру НАТО з питань співробітництва в галузі кіберзахисту в Таллінні офіційно піднято державний прапор України, що знаменує офіційне приєднання України до центру», — йдеться у повідомленні. МЗС подякувало країнам-спонсорам CCDCOE за запрошення України і висловило особливу подяку уряду Естонії за підтримку і допомогу на шляху до CCDCOE НАТО. На сьогодні, CCDCOE — є одним з ключових елементів системи НАТО з розвитку спроможностей у сфері кібернетичної оборони. Керівництво діяльністю Об'єднаного центру передових технологій з кібероборони НАТО здійснює міжнародний Керівний комітет, який формується з представників Центру спонсорства націй. Повсякденне управління центром здійснюють директор полковник Артур Сьюзік і начальник штабу Єнс ван Лаак. В структуру Центру входять юридично-політичний, стратегічний, технічний, освітньо-підготовчий і допоміжний відділи.
Україна подала офіційний запит на приєднання до Центру ще 4 серпня 2021 року. На початку березня 2022 року представники 27 держав-членів НАТО прийняли рішення щодо надання Україні статусу країни-учасниці CCDCOE НАТО.

### Засади співробітництва України з НАТО
Співробітництво України з НАТО як один із напрямів безпекової політики нашої держави спрямований на досягнення високих стандартів країн-членів Альянсу, взаємовигідну практичну взаємодію України з Альянсом у подоланні традиційних та нових викликів і загроз, а також на забезпечення належного місця і впливу України в міжнародній безпековій системі.
Основоположними документами у відносинах України з НАТО на сьогодні є Хартія про особливе партнерство між Україною та Організацією Північно-Атлантичного договору від 9 липня 1997 р. і Декларація про її доповнення від 21 серпня 2009 р. Співпраця в практичних сферах регулюється 30 угодами між Україною та НАТО.
Головним механізмом розвитку двостороннього діалогу є Комісія Україна-НАТО (КУН), створена в 1997 р. відповідно до положень Хартії про особливе партнерство. Для розвитку практичного співробітництва в рамках КУН створено 5 спільних робочих груп України з НАТО з питань: воєнної реформи (під її егідою здійснюються додаткові окремі консультації експертів з питань реформування сектору безпеки та розвідки України, а також з питань співробітництва України з НАТО в сфері кібернетичного захисту); оборонно-технічного співробітництва; економічної безпеки; планування на випадок надзвичайних ситуацій цивільного характеру; науки і захисту довкілля.
Ключовим практичним інструментом здійснення реформ за сприяння Альянсу є Річні національні програми (РНП), запроваджені в 2009 р. згідно з рішенням засідання Північноатлантичної Ради НАТО на рівні міністрів закордонних справ 2-3 грудня 2008 р.
У рамках міжпарламентського діалогу постійна делегація ВРУ бере участь у заходах Парламентської Асамблеї НАТО, функціонує Міжпарламентська рада Україна-НАТО.

## Громадська думка
Експерти та аналітики вважають, що низький рівень підтримки членства України у НАТО зумовлений такими факторами:
- стійким уявленням про ворога;
- наявністю російського фактору, який присутній у інформаційному полі;
- відсутністю достатньої інформації про діяльність Альянсу.

Усе це призвело до формування у громадян певних міфів, стереотипів та упереджень. Міфи, як і будь-які інші ідеологічні конструкції, час від часу потребують підживлення, тому виникають історії про мілітаристський характер Альянсу, невідповідність Конституції України з НАТО, безперспективність цієї організації тощо. Розвінчання міфів та упереджень — шлях до розуміння діяльності НАТО.
Результати опитування, проведеного Соціологічною групою «Рейтинг» наприкінці липня 2012 р., свідчать, що останнім часом ставлення громадян до вступу України в НАТО погіршилось: з 24 % — в січні 2011-го до 20 % — в лютому 2012 року, і до 17 % — в липні 2012 року. Не підтримують вступ України до НАТО 70 % опитаних. Ще 13 % — не визначилися. Яскраво вираженою є підтримка приєднання України до Північноатлантичного Альянсу тільки на Заході країни.
65 % опитаних з 10 по 15 серпня фондом «Демократичні ініціативи» українців проти вступу України до НАТО. При цьому 13,3 % опитаних позитивно ставляться до такого кроку, 21,8 % — не змогли відповісти.
У зв'язку з вторгненням російських військ в Україну в березні 2014 року думка українців щодо приєднання до НАТО різко змінилася, зокрема, за результатами опитування «інтернет-референдуму» 69 % українців-користувачів інтернету виступили за вступ до НАТО, 31 % — проти.

### Результати соціологічних опитувань в Україні
Ставлення населення України до вступу в НАТО за даними загальноукраїнських опитувань громадської думки.
| З 2014 року   | З 2014 року | З 2014 року | З 2014 року                                                                          |
| Дата          | Ставлення   | Ставлення   | Агентство                                                                            |
| Дата          | За          | Проти       | Агентство                                                                            |
| ------------- | ----------- | ----------- | ------------------------------------------------------------------------------------ |
| Липень 2022   | 85 %        | 8 %         | Інфо Сапієнс                                                                         |
| Березень 2022 | 68 %        | 23 %        | Соцілогічна група «Рейтинг»                                                          |
| Березень 2022 | 76 %        | 9 %         | Соцілогічна група «Рейтинг»                                                          |
| Лютий 2016    | 45 %        | 30 %        | Соцілогічна група «Рейтинг», International Republican Institute                      |
| Травень 2016  | 44 %        | 38 %        | Київський міжнародний інститут соціології                                            |
| Січень 2016   | 44 %        | 27 %        | Соцілогічна група «Рейтинг»                                                          |
| Листопад 2015 | 48 %        | 30 %        | Соцілогічна група «Рейтинг»                                                          |
| Вересень 2015 | 48 %        | 28 %        | Соцілогічна група «Рейтинг»                                                          |
| Серпень 2015  | 64 %        | 28 %        | Фонд «Демократичні ініціативи» спільно з Центром Разумкова                           |
| Липень 2015   | 41 %        | 30 %        | International Republican Institute                                                   |
| Червень 2015  | 53 %        | 32 %        | Дослідницький центр П'ю                                                              |
| Травень 2015  | 37 %        | 36 %        | Київський міжнародний інститут соціології                                            |
| Березень 2015 | 47 %        | 29 %        | Соцілогічна група «Рейтинг»                                                          |
| Березень 2015 | 43 %        | 31 %        | Центр Разумкова                                                                      |
| Березень 2015 | 43 %        | 33 %        | Київський міжнародний інститут соціології                                            |
| Листопад 2014 | 51 %        | 25 %        | Соцілогічна група «Рейтинг»                                                          |
| Жовтень 2014  | 53 %        | 34 %        | Інститут Горшеніна                                                                   |
| Вересень 2014 | 52 %        | 19 %        | GfK                                                                                  |
| Вересень 2014 | 44 %        | —           | Фонд «Демократичні ініціативи» спільно з Київським міжнародним інститутом соціології |
| Липень 2014   | 44 %        | 35 %        | Соцілогічна група «Рейтинг»                                                          |
| Червень 2014  | 47 %        | 36 %        | Інститут Горшеніна                                                                   |
| Червень 2014  | 41 %        | 40 %        | Центр Разумкова                                                                      |
| Травень 2014  | 34 %        | 48 %        | Фонд «Демократичні ініціативи»                                                       |
| Травень 2014  | 37 %        | 42 %        | Центр Разумкова                                                                      |
| Квітень 2014  | 36 %        | 48 %        | Центр Разумкова спільно з соціологічною групою «Рейтинг»                             |
| Березень 2014 | 44 %        | 47 %        | GfK                                                                                  |

| 2002–2013     | 2002–2013 | 2002–2013 | 2002–2013                                                            |
| Дата          | Ставлення | Ставлення | Агентство                                                            |
| Дата          | За        | Проти     | Агентство                                                            |
| ------------- | --------- | --------- | -------------------------------------------------------------------- |
| Жовтень 2013  | 20 %      | 66 %      | Соцілогічна група «Рейтинг»                                          |
| Травень 2013  | 35 %      | 43 %      | Інститут Горшеніна                                                   |
| Січень 2013   | 15 %      | —         | Фонд «Демократичні ініціативи» спільно з Центром Разумкова           |
| Грудень 2012  | 15 %      | 60 %      | Фонд «Демократичні ініціативи»                                       |
| Жовтень 2012  | 19 %      | 66 %      | Соцілогічна група «Рейтинг»                                          |
| Липень 2012   | 17 %      | 70 %      | Соцілогічна група «Рейтинг»                                          |
| Квітень 2012  | 15 %      | 62 %      | Фонд «Демократичні ініціативи»                                       |
| Лютий 2012    | 20 %      | 70 %      | Соцілогічна група «Рейтинг»                                          |
| Квітень 2011  | 25 %      | 60 %      | IFAK Ukraine                                                         |
| Січень 2011   | 24 %      | 70 %      | Соцілогічна група «Рейтинг»                                          |
| Червень 2010  | 25 %      | 68 %      | Соцілогічна група «Рейтинг»                                          |
| Грудень 2009  | 21 %      | 60 %      | Фонд «Демократичні ініціативи»                                       |
| Листопад 2009 | 13 %      | —         | Ukrainian Project System                                             |
| Квітень 2009  | 21 %      | 57 %      | FOM-Ukraine                                                          |
| Березень 2008 | 22 %      | 59 %      | Демократичні ініціативи                                              |
| 2007          | 19 %      | 54 %      | Центр економічних і політичних досліджень імені Олександра Разумкова |
| 2006          | 13 %      | 64 %      | Інститут соціології НАН України                                      |
| Лютий 2005    | 15 %      | 48 %      | Демократичні ініціативи                                              |
| Листопад 2004 | 30 %      | 40 %      | Університет Сассексу                                                 |
| Червень 2003  | 28 %      | 35 %      | Демократичні ініціативи                                              |
| Червень 2002  | 32 %      | 33 %      | Центр Разумкова                                                      |

Питанню ставлення українського суспільства до вступу в НАТО присвячена досить велика кількість соціологічних досліджень різного ступеня компетентності — від окремих фірм, громадських організацій, фондів, редакцій газет до солідних науково-дослідних установ Національної академії наук України. Ці дослідження зображають думку українських громадян на різних етапах державотворення країни залежно від віку, освіти, соціальної групи та регіону мешкання.

#### 2000—2002
Результати соціологічних опитувань громадян України щодо їхнього ставлення до НАТО, які проводились спеціалістами Українського центру економічних і політичних досліджень (УЦЕПД) у червні 2000 року, у вересні 2001 року та у квітні 2002 року, показали, що, за підсумками опитувань 2000 – 2001 років, майже половина респондентів уважали НАТО агресивним блоком (у 2000 році — 46,2 %, у 2001 — 48, 1 %). Число тих, хто з різних причин вважав процес розширення НАТО несприятливим, помітно зросло — з 46,1 % у 2000 році до 50,2 % у 2001 році. Більша частина громадян не були обізнані з конкретними напрямами співробітництва України з НАТО, зокрема в рамках програми ПЗМ. Майже дві третини опитаних (64,4 %) не знали або про цю програму взагалі, або про те, що Україна бере в ній участь. Вельми негативно вплинуло на ставлення українців до НАТО воєнна операція альянсу на Балканах, більшість громадян України (56,6 %) вважали, що НАТО взагалі не мало права втручатися у внутрішні справи суверенної країни, навіть для вирішення гуманітарних проблем.
Однак, за результатами соціологічних опитувань, у квітні 2002 року ставлення наших громадян до НАТО дещо змінилося — стало більш доброзичливим. Порівнюючи з 2001 роком різко (з 48,1 % до 32,6 %, тобто на 15,5 %) зменшилося число респондентів, що вважали НАТО агресивним блоком. Дещо збільшилося число тих, хто оцінював блок як оборонний союз (на 3,1 %). Як порівняти з попередніми двома — трьома роками помітно збільшилось і число громадян, які оцінили альянс у цілому більш позитивно (37,4 %), ніж негативно (32,6 %) [22].
Згідно з даними опитування, яке провела фірма Соціс-Геллап у червні 2002 року, 38 % респондентів підтвердили свою довіру до НАТО, 34 % висловили недовіру, 28 % не визначилися. На конкретне запитання — про вступ в НАТО (точніше — про ставлення до відповідного рішення РНБОУ) — позитивно відгукнулися тих-таки 38 %, негативно — 23 %, не визначилися — 39 %. Найцікавіше, однак, що 54 % опитаних зізналися, що взагалі уперше чують про рішення РНБОУ; понад дві третини вперше почули про програму ПЗМ (яка на той час здійснювалася вісім років) і майже 90 % опитаних довідалися нарешті (завдяки соціологам) про Хартію про особливе партнерство між Україною й НАТО, п'ятиліття якої на той час відсвяткували у Києві. 17 % опитаних, як виявилося, взагалі не знали, що таке Північноатлантичний альянс.
2002 року був підписаний Меморандум про підтримку Україною операцій НАТО.

#### 2005—2006
З метою вивчення інформаційної політики держави у цивільних друкованих засобах масової інформації, яка стосується альянсу, соціологом Світланою Ліпкевич [27] було проведено дослідження позиції стосовно цього мала щоденна всеукраїнська газета «День» накладом у 62500 примірників у 2005 — 2006 роках. Варто відзначити, що газета основну увагу приділяє інтеграції України в Європейській Союз, тому практично кожний 2-й — 3-й її номер обговорює це питання. В той же час не залишається поза увагою і питання інтеграції держави у Північноатлантичний альянс, причому практично всі публікації мають аналітичний характер і висвітлюють думки як прихильників НАТО, так і їх опонентів.
Результати дослідження засвідчили, що питанням інтеграції України в альянс у 2005 році відводилося 18 % випусків газети, а у 2006 році — 23 %. У 2005 році 88 % публікацій висвітлювали можливий швидкий вступ України в альянс, а в 2006 році, коли пристрасті навколо швидкого приєднання до НАТО дещо вляглися, питанням вступу відводилося лише 25 % публікацій. Однак, на думку дослідниці, неможливо пояснити негативне ставлення певної частки українського суспільства стосовно НАТО лише тезою про її непоінформованість.
За даними опитування населення у червні 2006 вже 64,4 % громадян не підтримували вступ країни у НАТО. Зростання кількості противників вступу в альянс відбувалося внаслідок визначення тих, хто раніше вагався з вибором. Різниця між кількістю симпатиків і противників вступу до НАТО складала 52 %. При цьому "антинатівські "настрої були не тільки на сході України і в Криму. У західному регіоні співвідношення противників і прихильників становило відповідно — 38 % і 32 %, а у центральному регіоні виступало проти вступу 57 % і тільки 15 % дали відповідь — «так». Адже навіть «помаранчевий» електорат був проти альянсу. Наприклад, серед прихильників соціалістів таких було 61 %, а у лавах «Нашої України» — 40 %, у БЮТ — 41 % [26, с. А-5].

#### 2015
У серпні директор фонду «Демократичні ініціативи» Ірина Бекешкіна відзначила істотні зміни, які відбулися саме серед українців на Донбасі до Північноатлантичного альянсу. «Коли раніше 95 % на Донбасі були проти вступу до НАТО, то зараз ця цифра знизилася приблизно до 60 %, а вже є, за різними опитуваннями, 17-20 % на Донбасі, які за вступ до Альянсу, і це свідчить про істотні зміни», — зазначила вона.

#### 2021
24 грудня 2021 року Київський міжнародний інститут соціології оприлюднив дослідження, яке проводилося 13-16 грудня методом телефонних інтерв'ю, згідно якого, у випадку референдуму щодо вступу до НАТО 59,2 % серед усіх респондентів проголосували б «за», 28,1 % — «проти», — йдеться в дослідженні. За словами авторів дослідження, серед жителів заходу і центру країни переважна більшість підтримують і вступ до ЄС, і вступ до НАТО. На півдні і сході підтримка євроатлантичної інтеграції нижча. Водночас у випадку вступу до ЄС більшість на референдумі підтримали б таке рішення, а у випадку вступу до НАТО голоси «за» і «проти» розділилися б практично порівну.

#### 2022
Згідно з соціологічним дослідженням, яке провів Український інститут майбутнього спільно з соціологічною компанією «Нью Імідж Маркетинг Груп» у січні 2022 року, 64 % українців підтримують вступ України до НАТО, а 17 % не підтримують, 13 % не мають однозначної думки з цього питання. На Заході України, в м. Києві та на Півдні України виявилося найбільше прихильників вступу до НАТО — 73 %, 71 % та 59 %. Найменш цю ідею підтримують на Сході — 47 %.

### Результати соціологічних опитувань в країнах НАТО
Ставлення населення країн НАТО до вступу України:
| Дата         | Ставлення | Ставлення | Агентство           |
|              | За        | Проти     |                     |
| Червень 2015 | 57 %      |           | Pew Research Center |

Згідно з результатами опитування, проведеного Дослідницьким центром П‘ю у червні 2015 року, більше половини громадян країн НАТО (57 %) виступає за вступ України до Альянсу. За надання Україні зброї виступає менше половини опитаних — 41 %. Як свідчать дані, найбільше підтримують членство України в НАТО громадяни Канади (65 %), США (62 %), Польщі (59 %), Іспанії (57 %) та Великої Британії (57 %). Разом з тим, найменша підтримка вступу України до НАТО спостерігається серед мешканців Німеччини (36 %) та Італії (35 %). Водночас найбільше підтримують постачання Україні зброї поляки (50 %), американці (46 %) та канадці (44 %). Найменше — італійці (22 %) та німці (19 %).

## Думки дипломатів
На думку колишнього посла в Росії сера Родеріка Лайна:

Бухарестське комюніке НАТО було подарунком для прихильників жорсткої лінії в Москві. Росія не може мати право вето щодо складу НАТО, але немає жодної перспективи вступу України принаймні для наступного покоління. Україна майже не відповідає необхідним критеріям, а умов, за яких приєднання України було б на користь НАТО, просто не існує. Тому питання слід залишити в стороні.
Оригінальний текст (англ.)
NATO’s Bucharest communiqué was a gift to hardliners in Moscow and the war in Georgia swiftly followed. Russia cannot have a veto over the composition of NATO but there is no prospect of Ukraine joining for at least the next generation. Ukraine is nowhere near meeting the necessary criteria and the conditions in which Ukrainian accession would benefit NATO simply do not exist. The question should therefore be left to one side.

## Цікаві факти
Україна, а точніше УРСР, вперше подала заявку на вступ до НАТО ще у 1954 році. Відбулося це за наступних обставин.
10 березня 1954 року 1-й заступник міністра закордонних справ СРСР Андрій Громико направив В'ячеславу Молотову проєкт доповідної записки до Президії ЦК КПРС, яка стосувалася просування проєкту Загальноєвропейського договору з колективної безпеки. Аби довести мирні цілі проєкту і вибити з рук опонентів аргумент про спрямованість майбутньої системи безпеки проти Північноатлантичного альянсу, пропонувалося висловити готовність СРСР вступити в НАТО: нота була виграшною в будь-якому випадку — якщо Захід відмовлявся, СРСР міг оцінити це як ворожу позицію і розпочати створення власної Організації колективної безпеки, в разі ж згоди, а така можливість не виключалася, після вступу СРСР до Північноатлантичного союзу «останній докорінно змінив би свій характер, — вважав Громико, — і був би підірваний як агресивна, спрямована проти СРСР група держав». Ініціатива отримала найвищий пріоритет. Було навіть призупинено розгортання Комісії з роззброєння, «оскільки спроба оживлення Комісії могла бути використана для відволікання уваги від нашої ноти 31 березня».
31 березня 1954 року СРСР направив дипломатичну ноту західним країнам з проханням про вступ до НАТО. Одночасно з СРСР, але окремо від нього, заявки на вступ до НАТО подали формальні країни-засновниці ООН Білоруська і Українська РСР. 7 травня 1954 року США, Франція і Велика Британія відповіли відмовою.
Хоча Україна не стала першою пострадянською державою — членом НАТО, але зрештою вона стала першою пострадянською країною, яка приєдналася до програми НАТО «Партнерство заради миру». Це відбулося рівно через сорок років — 8 лютого 1994.
На теперішній час, офіційний сайт НАТО має 4 мовних розділи: англійською, французькою, російською та українською мовами.
Українське дипломатичне представництво при НАТО єдине, яке знаходиться безпосередньо на території штаб-квартири Альянсу. Дипломатичні представництва інших країн при НАТО знаходяться поза штаб-квартирою у різних місцях Брюсселя.
У 2024 році Україна стала першою державою, яка, не будучи членом НАТО, розпочала щорічну участь у фестивалі НАТО у Норфолку, США.  Традицію представлення України на фестивалі започаткувала місцева українська громада, активно підтримуючи культурні та дипломатичні зв'язки між Україною і країнами-членами Альянсу.  

## Перспективи розвитку співробітництва України й НАТО на сучасному етапі
У цьому контексті передбачається залучення визначеного комплекту сил і засобів Збройних Сил України до багатонаціональних військових формувань високої готовності (комплекту військ (сил) у межах Системи резервних угод ООН, Сил реагування НАТО, бойових тактичних груп Євросоюзу тощо). Практичними прикладами такої діяльності є:
- участь у Силах реагування НАТО;
- залучення сил і засобів Збройних Сил України до бойових тактичних груп Європейського Союзу;
- створення спільної литовсько-польсько-української бригади (ЛитПолУкрбриг).

Важливим проєктом Альянсу для нас залишається участь у Концепції оперативних можливостей, завдяки чому підрозділи Збройних Сил України мають можливість здійснювати заходи бойової підготовки за стандартами НАТО. Важливим етапом підготовки сил і засобів Збройних Сил України до виконання завдань за призначенням у багатонаціональному середовищі є участь представників і підрозділів Збройних Сил України у багатонаціональних військових навчаннях.
Активізуватиметься співробітництво щодо обміну даними про повітряну обстановку між відповідними командними пунктами ВПС України та суміжних країн-членів НАТО. Цей проєкт уже реалізовано на нашому західному напрямку.

## Російська опозиція членству України в НАТО
| Країни-члени НАТО Країни, які перебувають у процесі вступу Країни, яким обіцяли запрошення | Членство не є метою Країни, які не оголосили про свої наміри членства |

Країни-члени НАТО
Країни, які перебувають у процесі вступу
Країни, яким обіцяли запрошення
Членство не є метою
Країни, які не оголосили про свої наміри членства

Росія рішуче виступає проти будь-якого розширення НАТО на схід.
12 лютого 2008 року президент Росії Володимир Путін заявив, що Росія може націлити свої ракети на Україну, якщо її сусід вступить до НАТО та погодиться на розгортання американського протиракетного щита.
Повідомляється, що прем'єр-міністр Володимир Путін заявив на саміті Росія-НАТО у 2008 році, що якщо Україна вступить до НАТО, його країна може претендувати на анексію українського Сходу та Криму.
Під час конференції НАТО в угорському парламенті 20 листопада 2008 року заступник помічника генерального секретаря Аурелія Бушез сказала: «Ми не повинні робити вибір між розширенням НАТО та Росією, оскільки нам потрібні і те, й інше», Генеральний секретар НАТО Яап де Хооп Схеффер заявив на конференції. в Іспанії через дванадцять днів: «Поява незалежних держав на пострадянському просторі — реальність. Здатність цих держав визначати власне майбутнє — лакмусовий папірець для нової Європи. Чи доводиться нам вибирати між добрими відносинами з Росією та подальше розширення? Моя відповідь: ні, ми не вибиратимемо, не будемо жертвувати одним заради іншого. Це принесе нові розділові лінії».

### Вимоги Росії гарантій неприєднання України до НАТО
1 грудня 2021 року президент РФ Володимир Путін заявив, що хоче отримати від Заходу гарантії невступу України в НАТО. 16 грудня генеральний секретар НАТО Єнс Столтенберґ заявив, що Альянс не піде на поступки Росії у питанні наближення України до членства. За його словами, Україна має право на захист і разом з НАТО визначатиме питання членства в Альянсі.
17 грудня 2021 року МЗС РФ оприлюднило проєкт договору між РФ і США про «гарантії безпеки» і проєкт Угоди про заходи щодо забезпечення безпеки Росії і держав-членів НАТО. Зокрема, Росія пропонує НАТО відмовитися від прийняття Грузії й України в НАТО, а також «від будь-якої військової діяльності на території України». Також РФ пропонує США не створювати військових баз на території країн колишнього СРСР і не приймати ці країни в НАТО.
9 січня 2022 року високий представник ЄС Жозеп Боррель за підсумками візиту до України в січні 2022 року та поїздки на контактну лінію на сході у своєму блозі на сайті Європейської Служби зовнішніх дій написав, що деякі з положень так званих «проєктів Угод» про гарантії безпеки для Росії, які були представлені Кремлем у грудні 2021, суперечать базовим принципам Гельсінського Заключного акту 1975 року, тому готовність НАТО та західних країн обговорювати ці ідеї не означає готовності їх прийняти:.
|                 | Здається, російське керівництво має намір повернути годинник назад, до старих часів логіки холодної війни. Такий тип розмежування сфер впливу не належить до 2022 року: Ялти-2 бути не може |
| — Жозеп Боррель | |

У зв'язку з цим 10 січня 2022 року дипломати США і Росії провели у Женеві переговори з питань безпеки з метою обговорення військової діяльності обох країн та зростання напруженості навколо України. Глава російської делегації на зустрічі в Женеві представників США та РФ заявив, що Росії потрібні «залізобетонні гарантії» того, що Україна та Грузія ніколи не стануть членами НАТО, закріплені у рішенні мадридського саміту Альянсу 2022 року. Перед цим Рябков також сказав, що «не можна недооцінювати ризики військової конфронтації» і що американська сторона, відмовляючись від нерозширення НАТО, недооцінює серйозність ситуації.
У свою чергу, генеральний секретар НАТО Єнс Столтенберґ заявив, що НАТО не піде на компроміси з Росією щодо членства України і питання членства України в НАТО вирішуватимуть Київ та союзники. Він запевнив, що Альянс допомагає Україні в досягненні критеріїв, необхідних для членства в організації.
|                   | Альянс продовжує надавати Україні «політичну підтримку її територіальній цілісності та суверенітету, а також практичну допомогу. Це також чіткий сигнал щодо того, що Україна має право себе захищати. |
| — Єнс Столтенберґ | |

Представниця Держдепу США Венді Шерман заявила, що принцип «відчинених дверей» НАТО не підлягає обговоренню, Вашингтон не відмовиться від двосторонньої співпраці із суверенними державами, які хочуть співпрацювати зі США. Також додала, що Вашингтон при контактах із Москвою не має наміру приймати рішення щодо долі України без участі України, Європи без Європи, а НАТО без НАТО. Окремо, після зустрічі у Женеві з представниками РФ, Венді зазначила, що не може сказати, чи готова Російська Федерація до деескалації поблизу кордонів України, куди Росія почала стягувати техніку ще з весни 2021 року.
12 січня 2022 року в Брюсселі відбулося засідання Ради Росія-НАТО, де представники Росії та 30 держав-членів Альянсу обговорювали вимоги російської сторони до НАТО. Єнс Столтенберґ знову заявив, що рішення про готовність України до вступу в НАТО можуть приймати лише Україна та 30 союзників по Альянсу, НАТО «серйозно задумається» над збільшенням своєї присутності у Східній Європі у разі «нової агресії РФ». НАТО також готове знову відкрити своє представництво у Москві, додав генсек. Венді Шерман зазначила, що НАТО не відмовиться від політики «відкритих дверей», вимоги Росії є неприйнятними. Союзники по НАТО не погодяться з неможливістю подальшого розширення Альянсу та поверненням до конфігурації кінця ХХ століття, на чому наполягала на переговорах російська сторона, стверджує заступник держсекретаря США.
Заступник міністра закордонних справ Росії Олександр Грушко заявив, що НАТО спочатку не сповідувало політику «відкритих дверей», про яку Альянс заявляє сьогодні, якщо не вдасться парирувати загрози своєї безпеки політичними заходами, Росія використовуватиме військові заходи:.
|  | Ця політика з'явилася 1994 року й обслуговувала зовсім інші цілі, ніж побудова європейської безпеки. У нас є набір військово-технічних заходів, законних, які ми вживатимемо, якщо ми відчуватимемо реальну загрозу безпеці, а ми вже відчуваємо, якщо нашу територію розглядають як об'єкт для націлених ударних засобів. Звісно, ми з цим погодитись не можемо. Ми вживатимемо всіх необхідних заходів для того, щоб загрозу парирувати військовими засобами, якщо не вийде політичними. |

13 січня 2022 року, під час першого засідання ОБСЄ, постійний представник Росії при ОБСЄ Олександр Лукашевич заявив, що РФ буде змушена вжити заходів для «усунення неприйнятних загроз національній безпеці», якщо не почує конструктивної відповіді на свої пропозиції щодо безпеки в розумні терміни:.
|  | Якщо ми не почуємо конструктивної відповіді на внесені пропозиції в розумні терміни, а агресивна лінія поведінки щодо Росії продовжиться, будемо змушені зробити відповідні висновки та вжити всіх необхідних заходів для забезпечення стратегічного балансу та усунення неприйнятних загроз нашій національній безпеці. |

Глава Міністерства закордонних справ Сергій Лавров на своїй щорічній зовнішньополітичній пресконференції заявив, що у Москви «закінчилося терпіння» в очікуванні відповіді Заходу на вимоги Кремля «гарантій безпеки», у зв'язку з чим Росія чекає на письмову відповідь протягом тижня. Лавров сказав, що Кремль не чекатиме на «нескінченну» відповідь Заходу на вимоги Москви, щоб НАТО не розширювалося на схід і не розгортало війська в Україні та інших країнах колишнього Радянського Союзу. Коментарі Лаврова з'явилися наступного дня після того, як Білий дім заявив, що загроза російського вторгнення в Україну залишається високою, оскільки розгорнуто близько 100 тисяч російських військових. Наступного дня представник Білого дому Джен Псакі заявила, що влада Росії має обрати, яким шляхом піти: вибрати допломатію або, у разі подальших агресивних дій, зіткнутися з економічними заходами, які будуть суворішими, ніж у 2014 році.
13 січня 2022 року директор мовлення російською мовою каналу RT Антон Красовський пригрозив спалити Конституцію України на Хрещатику через прописаний в ній курс на вступ у НАТО.
14 січня 2022 року в інтерв'ю, опублікованому La Repubblica генсек НАТО Єнс Столтенберґ заявив, що Київ уже звернувся з проханням про вступ до військово-політичного союзу, і в 2008 році НАТО вирішили, що Україна та Грузія стануть членами, але поки не встановили, коли саме це відбудеться.
19 січня 2022 року заступник міністра закордонних справ Росії Сергій Рябков вніс до США пропозицію взяти на себе юридичні зобов'язання не голосувати за членство в НАТО країн, членству яких протистоїть Російська Федерація, зменшивши вимоги щодо нерозширення НАТО. Кремль готовий обміняти таку «пропозицію» на умови, які були висунуті раніше — так звані гарантії нерозширення Альянсу на схід. Він зазначив, що рішення, прийняте на саміті в Бухаресті 2008 року, «слід виключити» і що Сполучені Штати повинні надати односторонні юридичні гарантії, що «цього ніколи не станеться». Позиція про те, що Україна і Грузія ніколи не стануть членами Північноатлантичного альянсу, сказав Рябков, є пріоритетною для Кремля. За його словами, у Америки для такого кроку має бути «достатньо політичної волі».